# エイブラハム・リンカーン
エイブラハム・リンカーン（英: Abraham Lincoln [ˈeɪbrəhæm ˈlɪŋkən] ( 音声ファイル)、1809年2月12日 - 1865年4月15日）は、アメリカ合衆国の政治家、弁護士。アブラハム、姓はリンカンと表記されることもある。弁護士、イリノイ州議員、下院議員を経て、第16代アメリカ合衆国大統領に就任した。
愛称は、エイブ (Abe)。また、オネスト・エイブ (Honest Abe)、レール・スプリッター (the Rail Splitter)、「偉大な解放者 (the Great Emancipator)」、「奴隷解放の父」とも呼ばれる。国内では「史上最高の大統領」としても親しまれている。
初の共和党選出、ケンタッキー州出身のアメリカ大統領でもある。

## 人物像
エイブラハム・リンカーンは、アメリカ合衆国最初の共和党所属の大統領である。そして、アメリカ合衆国大統領を務めた個々の人物の業績をランクづけするために実施された政治学における調査結果「歴代アメリカ合衆国大統領のランキング」において、しばしば、「もっとも偉大な大統領」の1人に挙げられている。
また、1863年11月9日、ゲティスバーグ国立戦没者墓地の開会式において行われた世界的に有名な演説である「ゲティスバーグ演説」において、戦没者を追悼して「人民の人民による人民のための政治を地上から決して絶滅させないために、われわれがここで固く決意することである」という民主主義の基礎を主張したことや、アメリカ合衆国南部における奴隷解放、南北戦争による国家分裂の危機を乗り越えた政治的業績、リーダーシップなどが、歴史的に高く評価されている。
奴隷制の拡張に反対するリンカーンの大統領当選は南部諸州の反発を招き、アメリカ合衆国を二分する南北戦争に結びついたが、北部連邦をよく指揮して、勝利へ導いた。しかし、南部連合総司令官のロバート・E・リー将軍が降伏した6日後の1865年4月15日、アメリカ合衆国首都・ワシントンD.C.にあるフォード劇場において、観劇中にジョン・ウィルクス・ブースの凶弾に倒れた。これにより、リンカーンはアメリカ史上で初めて暗殺された大統領となった。
一方で、インディアンに対しては当時の米国政府の路線を引き継ぎ、ロング・ウォーク・オブ・ナバホや、ダコタ戦争などのインディアン戦争は、リンカーン政権下の南北戦争中にあっても並行して続行されていたが、現場や該当地域州民から反発を招いても和平家から要請を受け入れ、法にのっとった恩赦の実施や配慮を申し渡していた。

## 日本語での表記について
リンカーンに日本人として初めて謁見したジョセフ彦こと浜田彦蔵が1864年に発行した「海外新聞」記事の記載例を見ると、「リンコルン」が6例、「レンコロン」が4例、「リンコリン」「レンコレン」が1例ずつと、本間清雄や岸田吟香ら記者によって表記が分かれている。
1907年には、翻訳家の山縣悌三郎が次のように言及している。
- ジョセフ・H・チョート『リンコンの人物及び其の事業』。ウィキソースより閲覧。「從來リンコンの名はアブラハム・リンコルン，若くはリンコーンと發音せられたるが、皆誤れり。正しきはエーブラハム・リンコン也。」

明治末から1970年までの新聞切抜資料集である神戸大学の新聞記事文庫にも複数の訳があり、それぞれの初出は「リンコルン」が1912年、「リンカーン」が1913年、「リンカン」が1917年、「リンコン」が1927年（ただしリンコンは自動車の記事のみで人名には用いられていない）。件数も「リンカーン」126件、「リンコルン」89件、「リンカン」20件と、長音で「リンカーン」とする表記とローマ字読みの「リンコルン」が多数を占めている。
立身伝は明治・大正期の日本で評判となり出版物が相次いで刊行された。それらの表記は、1909年の『内外教訓物語 人之巻』では「リンコルン」、ほかにも櫻井鴎村の1918年の著作『リンコルン物語』があり、内ヶ崎作三郎の1919年の著作も『リンコルン』である。また、複数の作者により唱歌も作られており、国立音楽大学附属図書館索引で確認できる3曲のタイトルは全て『リンコルン』である。
1926年の高級車リンカーンの広告においては、「リンコン」の表記が確認できる。ほかにも島崎藤村の晩年の作品に『アブラハム、リンコンの母』がある。
このように、明治から戦後にかけて日本語でのカナ表記はまったく統一されておらず、のちに「リンカーン」でほぼ統一された経緯も不明である。
1991年に国語審議会が発表した「外来語の表記」において、「Lincoln」を「リンカーン」と表記することが定められた。※ただし、「語例は、それぞれの仮名の用法の一例として示すものであって、その語をいつもそう書かなければならないことを意味するものではない」と留意事項が記されている。
2018年現在、グローバル化が急速に進展している現状を踏まえ、高等学校の世界史教科書では現地読みに近い「リンカン」で統一され、中学校の歴史教科書でも「リンカン」を採用する出版社が増えている。

## 生涯

### 生い立ち

#### ケンタッキー州時代
1809年2月12日、エイブラハム・リンカーンは、アメリカ合衆国ケンタッキー州ラルー郡（ラルー郡の当時の名称は、「ハーディン郡」である）にあるシンキング・スプリング農場（ホーゲンヴィルの町の3マイル南、ノーリン・クリーク）に建てられた間仕切りされていない丸太小屋において、トーマス・リンカーンおよびナンシー・ハンクス夫妻の息子として誕生した。彼の生年月日はチャールズ・ダーウィンと同じである。
彼は先住民に殺害された父方の祖父エイブラハム・リンカーンにちなんで命名された。祖父のエイブラハムは、家族とともにバージニア州からケンタッキー州ジェファーソン郡に移り住み、1786年、そこで先住民に襲撃され、リンカーンの父トーマスを含む子供達が見ている前で殺された。
トーマスはこの辺境の地で自ら生計を立てて行くしかなかった。リンカーンの母ナンシーはルーシー・ハンクスの娘として現在のウェストバージニア州（当時はバージニア州）ミネラル郡で生まれた。ルーシーはナンシーをともなってケンタッキー州へ引っ越した。
1806年、ナンシーは尊敬される市民となっていたトーマスと結婚した。トーマスはシンキング・スプリング農場を含めいくつかの農場を売り買いした。この一家は、厳格な道徳規範を持ち、飲酒やダンス、奴隷制度に反対するセパレイト・バプテスト教会に通った。トーマスはケンタッキーでそこそこの地位を占め、陪審員になり、土地を評価し、郡の奴隷警邏隊員を務め、刑務所の看守にもなった。
息子のエイブラハムが生まれるころには、600エーカー (2.4 km2) の農場2か所と町の数区画、家畜や馬を所有していた。彼は郡内ではもっとも裕福な者の部類に入っていた。しかし1816年、土地の権利証が偽物だったため、彼は訴訟で土地のすべてを失った。

#### インディアナ州時代
両親は無学な開拓農民であり、リンカーンが7歳のとき（1816年）に一家は貧困と奴隷制度のために、自由州（奴隷のいない州）であるインディアナ州スペンサー郡へ転居して新たなスタートを切った。リンカーンはのちに、この転居は「奴隷制という理由もあった」が、主として土地獲得の困難さだったと述べていた。父がケンタッキー時代に土地と訴訟で何度も苦しむ様を見ていたリンカーンが成人して測量術を覚え、その後に弁護士になったのもこれらの事情が動機になった可能性がある。
9歳のとき（1818年）に、母ナンシーが毒草を食べた牛の乳を誤飲したことでミルク病（en:Milk sickness）になり、34歳で亡くなった。母の死後は2歳年上の姉のサラがリンカーンの面倒を見ていたが、リンカーンが19歳のときに、死産のため21歳で急逝した。
10歳のとき（1819年）に、父トーマスが3人の子を持つ未亡人サラ・ブッシュ・ジョンストンと再婚した。エイブラハムと継母との関係は良好で、彼女のことを「お母さん」と呼んでいたという。当時リンカーンは本を読むことが好きであり、彼女から本を与えてもらっていたという情報もある。リンカーンは幼いころに辺境の生活にともなうきつい労働を好まなかった。家族や近所の者の中には彼が怠け者だと考える者もいた。10代になって長じるにつれて、家事を行ううえで少年に期待されるあらゆる雑用を進んでこなすようになり、レールフェンスを作るときには斧使いの達人になった。
リンカーンは21歳になるまで家の外で稼いできたものを父に渡すという当時の慣習的義務を果たしていたことも認めている。後年は度々父に金を貸すことがあった。リンカーンの父は無学だったこともあり、次第に父からは疎遠になっていった。教育ジャーナリストのアンナ・スプロウルは、トーマス・リンカーンの言葉として「エイブのやつァ、また教育とかに夢中なんじゃろう。わしは止めようとしたんだが、思い込みがはげしくて、どうにもならん」を紹介しており、父トーマスの様子をうかがうことができる。リンカーンの受けた正式な教育は幾人かの巡回教師からの1年分に相当するほどの基礎教育だけであり、それ以外はほとんど独学であり、読書も熱心だった。

#### イリノイ州時代
1830年にオハイオ川一帯でのミルク病の蔓延を恐れたリンカーン一家は、父親が選んだサンガモン川沿いのやはり自由州であるイリノイ州メイコン郡（現在のディケーター付近）の公有地に転居した。その年の冬は厳しい寒さだった。1831年父親は再度イリノイ州コールズ郡への転居を決めるが、大望ある22歳のリンカーンがよりよい生活を求め一人で生きていくことを決めたのがこのときだった。

### ニューセイラム時代

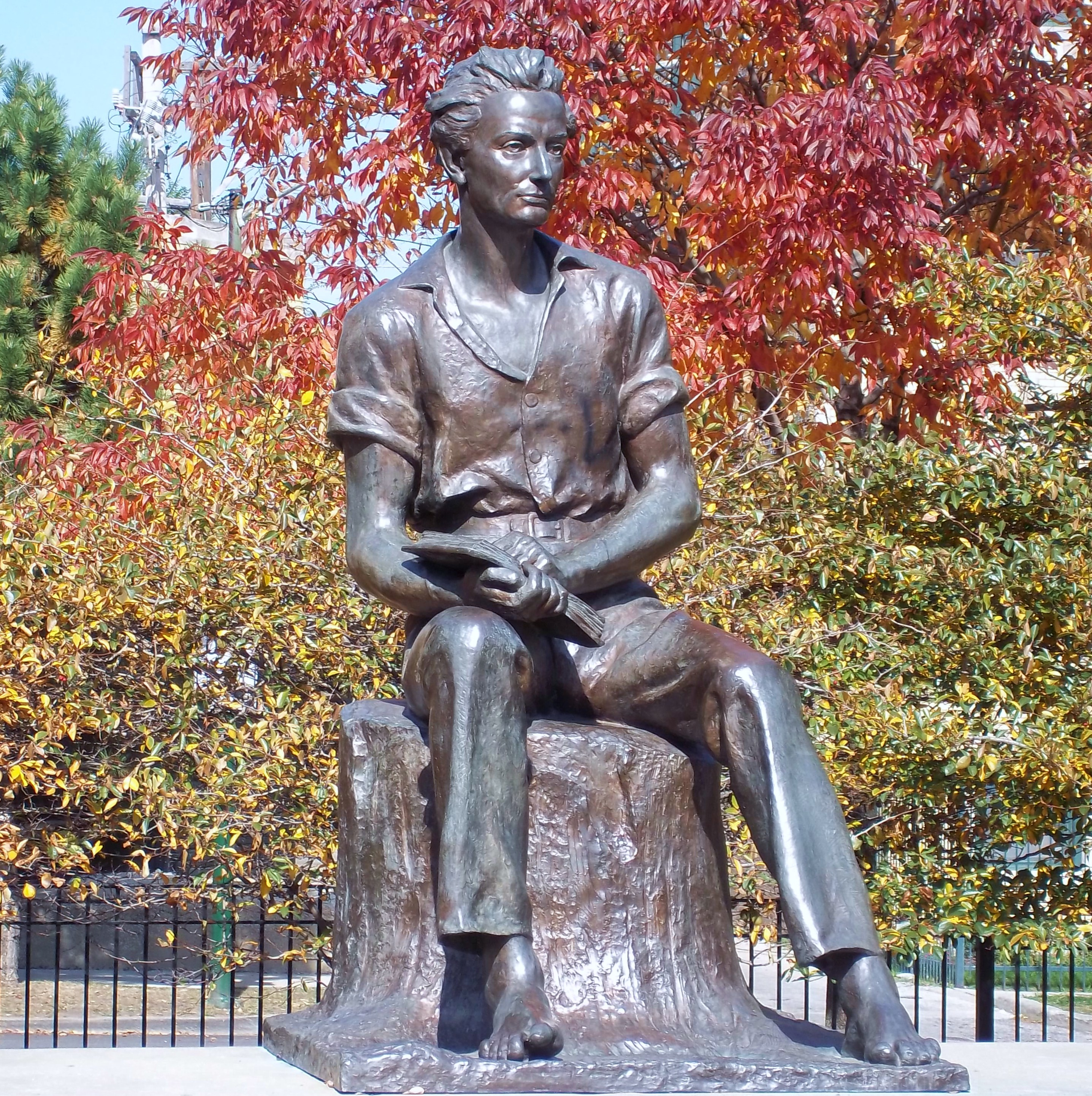
青年時代のリンカーン像、シカゴ市センパーク

一人でサンガモン川をカヌーで下り、イリノイ州サンガモン郡（現在のメナード郡）ニューセイラムに移り住んだ。同年春、ごろつき集団「クレアリーズ・グローブ・ボーイズ（Clary’s Grove boys）」の有名な首領ジャック・アームストロングの挑戦を受け、デントン・オファットのゼネラルストア（雑貨屋）でレスリングの賞金試合（創世期のプロレス）を行い引き分けたという。非常に激しい試合の展開で、その腕力と大胆さで知られるようになった。1831年末にニューセイラムの実業家デントン・オファットに雇われ、友人とともに平底船に乗ってニューセイラムからルイジアナ州ニューオーリンズへサンガモン川からミシシッピ川を下り品物を運搬した。ニューオーリンズ滞在中に彼は自身の生涯に大きな影響を与えることとなる黒人奴隷売買を目撃していた可能性がある。1832年4月11日の地方新聞（イリノイ州ビアーズタウン）にレスリングの試合でロレンゾ・ダウ・トンプソンがエイブラハム・リンカーンを2-0で破ったという記事がでた。リンカーンは歩いてニューセイラムに戻った。
リンカーンは若いころにジョシュア・フライ・スピードという友人とともに暮らし、さらには夜に同じベッドで睡眠をとっていた。この生活は4年間続き、スピードのほかに別の友人も同じ部屋で生活した時期もあった。スピードとの特別な友情は彼の死まで続いた。極めて親密ではあるが性的行動は介在しない同性との関係はロマンティックな友情と呼ばれ、当時の西欧社会では珍しいことではなかったが、妻のメアリー・トッドとの関係がやや希薄であったとの資料もあり、歴史家の中にはリンカーンがバイセクシュアルであったと考えるものもいる（Sexuality of Abraham Lincolnを参照）。
リンカーン自身は自らについてあまり語らなかった。大統領指名が問題になったころ、選挙関係の文書に使う資料として求められ、早急に起草した自伝風の素描が「自叙伝」と呼ばれるものであり、上述のような半生が語られている。高木八尺がフロンティア精神を発揮したパイオニアの典型に挙げたのは、リンカーンである。丸太小屋に育ち、斧で樹を伐ることにすぐれ、敬虔、素朴、質実、健全という辺境生活が培った美徳を備えた人物としてリンカーン像が描かれており、ユーモアのセンスを豊かに持っていたことを含めて、リンカーンの性格は「すべて辺境において彼の経験した、人としての鍛錬と切り離しては考え難い事柄である」と述べている。
のちにリンカーンが大統領になってから、『アンクル・トムの小屋』を書いて有名になっていたハリエット・ビーチャー・ストウをホワイトハウスに招いたことがあった。このとき、リンカーンはいきなり「ではあなたがこの大きな戦争を起こした本を書いた小さな婦人ですね」と述べた。ハリエットに付き添っていた娘のハティは、兄弟にあてた手紙の中でこの時の様子を述べ、「ホワイトハウスで過ごした時間はとてもおどけていたのよ、本当よ」と書き、「帰ってからはなすけれど、とにかくとてもおかしくて、いつも今にも笑いが爆発しそうだったわ」と会談の雰囲気を描いていた。リンカーンのユーモアを推測させる逸話である。

#### 政治と民兵隊参加
1832年、23歳のリンカーンと共同経営者がニューセイラムで小さな雑貨屋を借金で購入した。経済は上り調子だったが、事業は難しく、リンカーンは最終的に持ち分を手放した。この年、イリノイ州とソーク族およびフォックス族インディアン連合との間で、ブラック・ホーク戦争が始まった。ソーク族とフォックス族は、この地に広大な領土を持っていたが、イリノイ州は彼らを州外へ追い出そうとした。リンカーンはイリノイ州民兵隊に大尉として参加したが、戦闘することなく政治活動のために三ヶ月で除隊した。
ニューセイラムでの最初の冬、リンカーンはニューセイラム討論クラブの集会に出席した。ここで行ったこと、店や製材所、製粉所を切り盛りする効率のよさ、さらには彼自身の自立していく努力もあって、間もなく町の指導者であるジョン・アレン博士、メンター・グラハムおよびジェイムズ・ラトリッジなどから敬意を持って迎えられるようになった。彼らはリンカーンがこの成長する町に利益をもたらすことができると考えて政治の世界に入ることを勧め、1832年3月にリンカーンは、スプリングフィールドの印刷屋「サンガモン・ジャーナル」に持ち込んだ原稿でイリノイ州議会議員候補者になることを宣言することで、政治との関わりを始めた。

#### 1832年イリノイ州議会議員選挙
ブラック・ホーク戦争から戻ると、4月6日の選挙日に向けて運動を始めた。リンカーンはサンガモン川の航行の方法を改良することを訴えていた。ニューセイラムでは生まれつきの雄弁家として人気を集め聴衆を惹き付けた。リンカーンの身長は6フィート4インチ (193 cm) あり、「対抗馬をおびえさせるほど強かった」。初めて演説をしているとき、群衆の中の支持者が攻撃されているのを見て、攻撃者の「首とズボンの尻の部分を」つかみ、放り投げた。しかし、教育がなく、強力な友人と金がなかったことがその落選に結びついた可能性がある。選挙結果でリンカーンは立候補者13人のうち8位（上位4位までが当選）だった。得票数300票のうちニューセイラムから277票を受けていた。
リンカーンはニューセイラムの郵便局長を、さらにのちには郡測量士を務め、その間も貪欲に読書を続けた。その後弁護士になる決心をし、ウィリアム・ブラックストンの『イギリス法注釈』などの書籍を読むことで法律を独学し始めた。その学習方法について「私は誰にもつかずに学んだ」と語っていた。

#### 1834年イリノイ州議会議員選挙
リンカーンが1834年に州議会議員へ2度目の出馬を行う決断をした背景には、彼の言う「国の負債」を支払う必要性と、議員としての給与に伴う追加収入に強く影響されるものがあった。この時期までにリンカーンはホイッグ党員となっていたが、その選挙戦略は国家的問題に関する議論を避け、地区内をくまなく歩いて有権者一人ひとりにあいさつすることに集中された。その地区のホイッグ党を指導するのは、リンカーンがブラック・ホーク戦争のときから知っていたスプリングフィールドの弁護士ジョン・トッド・スチュアートだった。地元の民主党員はリンカーンよりもスチュアートの方を恐れており、13人いた党候補者のうち2人を降ろして（1832年と同様に上位4人が当選）リンカーンへの支持を表明し、スチュアートを破ることに集中できるようにした。スチュアートは自身の勝利を確信しており、リンカーンに民主党の後援を受け入れるよう助言した。この戦略が功を奏し、8月4日の選挙ではリンカーンが第2位の得票数となる1,376票を得て当選し、スチュアートも当選した。リンカーンは、多くの聴衆に向かって話す時でも一番端にいる者にも聞こえるように、声を鍛えた。あるとき、11歳の少年が一番前の席でリンカーンが演説するのを見上げていると、額に霧のようなものが落ちてきて濡れてしまったという。しかし、その少年は大きなハンカチを使ってその場を動かなかったということである。リンカーンの演説にはそれほど人を惹きつける力があった。

#### 恋
リンカーンの最初の恋は、ニューセイラムに初めて来たときに出会ったアン・ラトリッジだったとする説がある。1835年には交際をしていたが、正式に婚約することはなかった。アンはこの年8月25日に死んでおり、腸チフスだったとされている。

### スプリングフィールド時代

#### 弁護士職 (1. ジョン・トッド・スチュアート)
1836年には法廷弁護士として認められ、スプリングフィールドに転居した。のちに妻となるメアリーのいとこであり、上にも触れたジョン・トッド・スチュアートの下で法律実務を始めた。弁護士としては、反対尋問や最終弁論では手強い相手という評判を得、有能で成功した弁護士となった。

#### 1836年・1838年イリノイ州議会議員選挙
1835年から1836年、下院議会で白人男性の選挙権を土地の所有にかかわらず拡大する案に賛成の投票を行った。奴隷制と奴隷制廃止論のどちらにも反対する「自由土地派」（"free soil"）と呼ばれた政治姿勢で知られた。1837年にこのことについて初めて発言し、「奴隷制度は不正と悪政にねざすことを信じるが、しかし奴隷廃止論の公布はその害悪を減ずるよりはむしろ増大させるものと信ずる」と述べている。アメリカ植民地協会を推進していたヘンリー・クレイに密接に従い、解放された奴隷をアフリカのリベリアに再入植させることで、奴隷制を事実上廃止できると考えていた。
イリノイ州下院議員の方はサンガモン郡選出のホィッグ党員議員として連続4期（8年間）務めた。

#### 弁護士職 (2. ステイーブン・T・ローガン)
1841年から1844年にはステイーブン・トリッグ・ローガンと共同で法律事務所を運営した。

#### 結婚と家族
1830年代前半にはケンタッキーから姉妹の家を訪れていたメアリー・オーウェンズと出会った。1836年後半、リンカーンはメアリーがニューセイラムに戻ってくる場合には結婚することに合意した。メアリーは1836年11月に実際に戻ってきて、2人はしばらく交際したが、2人共、その関係を再考することになった。1837年8月16日、リンカーンはメアリーに宛てて、彼女が2人の関係を終わらせたとしても決して責めたりはしないということを示唆する手紙を送った。メアリーはこれに対する返事を出さず、2人の交際は終わった。
1840年、ケンタッキー州レキシントンの裕福な奴隷所有家の出身であるメアリー・トッドと婚約した。2人は1839年12月にイリノイ州スプリングフィールドで出会って、翌年12月には婚約していた。結婚式は1841年1月1日とされていたが、リンカーンからの申し出で婚約が破棄された。しかし、のちにあるパーティで再会し、1842年11月4日にスプリングフィールドにあるメアリーの姉妹が嫁いでいた邸宅で結婚した。結婚式の準備をしているときに再度ためらう気持ちになり、どこへ行こうとしているかを問われて「地獄へだと思う」と答えていた。
1844年、この夫婦は、スプリングフィールドにあるリンカーン法律事務所の近くで家を購入した。メアリーはケンタッキーの家であれば家族がこなしていたであろう家事一切を引き受け、勤勉に働いた。彼女は夫が法律実務で挙げる限られた収入でやりくりすることもできた。
1843年に長男のロバート・トッド・リンカーン（1843年8月1日 - 1926年7月26日）が生まれた。1846年には次男のエドワード・ベイカー・リンカーン（エディ、1846年3月10日 - 1850年2月1日）が生まれた。
リンカーンはかなり子供好きであり、しつけには厳しくなかったと考えられている。ロバートはリンカーンの子供の中で、成人まで成長した唯一の子供になった。エディは1850年2月1日に死去、死因は結核と考えられている。1850年12月21日にウィリアム・ウォレス・リンカーン（ウィリー）が生まれ、1862年2月20日に死去。四男タッド・リンカーンは1853年4月4日に生まれ、1871年7月16日、18歳で心不全のために死去した。
息子達に相次いで死なれたことは、両親に大きな影響を与えた。メアリーはのちに夫や息子達を亡くしたことに関わるストレスに苦しむようになり、長男のロバートは1875年に、彼女を一時的に精神疾患療養所に入れた。リンカーン自身も今日で言う臨床的鬱病に相当する抑鬱状態を味わったことがあった。
リンカーンの義父はケンタッキー州レキシントンを本拠にしていた。彼とその他のトッド家は、奴隷所有者であるか奴隷売買業者だった。リンカーンとトッド家の関係は親密であり、家族で度々レキシントンのトッド家を訪れることがあった。リンカーンは留守をすることが多かったが、愛情豊かな夫であり、かつ4人の子供の父親だった。
1985年、曾孫の一人であるロバート・トッド・リンカーン・ベックウィスが81歳で死去したことにより、リンカーンの直系子孫は断絶しているが、リンカーンの母ナンシーの出身一族であるハンクス家の子孫は今日まで続いており、俳優のトム・ハンクスはその一人である。このほか6世の孫であるジョン・ディキンソン(1973年-)が、1984年(昭和59年)の第8回アメリカ横断ウルトラクイズにおいて日本に紹介された。

### 国政への進出
リンカーンは1830年代初期から確固たるホイッグ党員であり、1861年には友人達に「古いホイッグ党路線、ヘンリー・クレイの弟子」と表明していた。ホイッグ党はリンカーンを含め、銀行、鉄道の経済近代化、内国改良に賛成し、都市化や保護関税を支持していた。

#### 1846年合衆国下院議員選挙

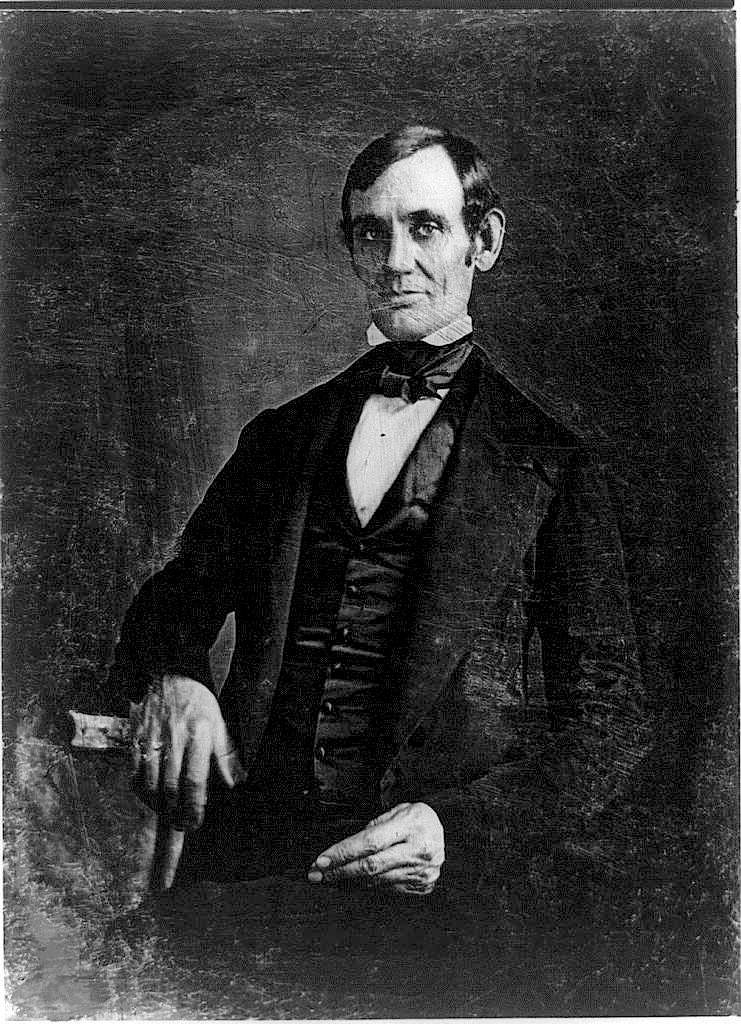
30代後半のリンカーン、リンカーンの法律に関する教え子が撮影、1846年頃

1846年にリンカーンはホイッグ党員としてアメリカ合衆国下院議員に選出され、1期2年間を務めた。イリノイ州選出ホイッグ党議員はリンカーン1人だったが、投票を行うほとんどすべての機会に参加し、党の路線に沿った演説を行うことで党への忠誠を示した。奴隷制廃止論者のジョシュア・R・ギディングスとの共同提案で、コロンビア特別区における奴隷制を廃止するという法案を起草した。これには奴隷所有者に補償金を支払うこと、逃亡奴隷を捕らえることを強制すること、さらにこの件について住民投票を行うことという条件がついていた。しかしホイッグ党支持者から十分な支持を得られなかったため、この法案を取り下げた。信頼されるべきホイッグ党員として彼はしばしば党首のヘンリー・クレイを賞賛した。下院議員として多くの時間を彼はワシントンD.C.で一人で過ごし、また政治家仲間にめざましい印象を与えた。外交政策や軍事政策では米墨戦争に反対し、その原因がジェームズ・ポーク大統領の「軍事的栄光 - 血の雨の後に出来る魅力的な虹」への野望にあるとして反戦の演説を行った。ウィルモット条項も支持した。これが成立しておれば、アメリカ合衆国がメキシコから獲得した領土で奴隷制が禁じられるはずだった。
1847年、リンカーンは「スポット決議」（連邦議会下院における現地点問題に関する決議案）を起草し提案することでポークに対する反対を強調した。この戦争は、メキシコとアメリカ合衆国との間で紛争になっている地域で、メキシコ兵がアメリカ兵を殺したことに始まっていた。ポークはメキシコ兵が「我が国の領土」を侵犯し、「我が国の大地」で仲間市民の血を流させたと主張した。リンカーンはポークに血が流された正確な地点を示し、そこがアメリカの大地であることを議会に示すよう要求した。議員たちの多くも、ホイッグ党の議員が民主党を攻撃しているという程度にしか受け止めず、議会はこの決議案を取り上げず議論すらしなかった。全国紙はこれを無視し、リンカーンの地元のイリノイ州では、民主党系の新聞が予想通りリンカーンを攻撃した。リンカーンはその選挙区での支持をなくす結果になった。あるイリノイ州の新聞が「スポッティ・リンカーン」とあだ名をつけて嘲った。リンカーンはのちに、自分の声明の中で特に大統領の戦争遂行能力を攻撃したことを後悔した。高木八尺は、「本質的には、国策決定の根底に事実の歪曲、虚偽の介在を許すべからずとする人間リンカーンの血のにじむような良心の叫びだった」と評している。
1848年のホイッグ党大統領候補指名選挙では、ヘンリー・クレイでは勝ち目がないと理解し、下院で1期のみ務めると誓っていたリンカーンはザカリー・テイラー将軍を支援した。テイラーが当選し、リンカーンは土地利用局のコミッショナーに指名されることを期待していたが、この職は同じイリノイ州出身のライバルであるジャスティン・バターフィールドが行った。バターフィールドは内閣から高度に熟練した弁護士と考えられていたが、リンカーンの見解では「古い化石」に過ぎなかった。下院の任期が終了したとき、来るテイラー政権はリンカーンに論功行賞としてオレゴン準州の州務長官あるいは知事の職を用意した。この遠隔の地は民主党の強い地盤であり、それを受ければイリノイ州での法律と政治の経歴に終止符が打たれると判断したリンカーンはそれを断り、スプリングフィールドに戻って、活動的なホイッグ党員のままではあったがその精力のほとんどを弁護士の活動に向けた。

#### 弁護士職 (3. ウィリアム・H・ハーンドン)
1844年には、リンカーンが「学問好きな若者」と評していたウィリアム・H・ハーンドンとの法律実務を始めた。
リンカーンは、スプリングフィールドで法律実務に戻り、「プレーリーの弁護士の前に来るあらゆる種類の案件」を取り扱った。年2回、1回あたり10週間で16年間、州の中央にある郡庁所在地で郡裁判所が開かれているときに現れた。国が西方に拡張していく中で、多くの運輸関係訴訟を取り扱った。特に、新しい鉄道橋の下を通る川のはしけの運行から持ち上がる紛争が多かった。リンカーンは川船に乗った経験があり、当初は川船の側についていたが、最終的には雇われればどんな仕事でもした。その評判は上がり、橋に衝突した後に沈んだ運河用船の訴訟では合衆国最高裁判所の法廷にも立った。1849年には喫水の浅い水域で船を動かすために浮上装置の特許を取得した。このアイディアは商業化されなかったが、リンカーンは特許権を得た唯一の大統領となった。
1851年にオールトン・アンド・サンガモン鉄道に代わって、その株主ジェームズ・A・バレットを訴えた。バレットはオールトン・アンド・サンガモン鉄道が計画した路線を変更したという理由で、株を購入するときに誓約した企業に対する差引勘定の支払いを拒絶した。リンカーンは、法律問題として公益のためであれば企業は契約書に拘束されないと主張した。新しく提案されたオールトン・アンド・サンガモン鉄道の路線は、以前の路線に比べ利便性に勝り、変更のための費用もそれほどかからなかった。したがって、オールトン・アンド・サンガモン鉄道には逆に支払いの遅延でバレットを訴える権利があった。リンカーンはこの訴訟に勝利し、イリノイ州最高裁判所によるこの判例はアメリカ国内の他の法廷で引用されることとなった。リンカーンはイリノイ州最高裁判所に175の訴訟で出廷し、そのうち51件は単に助言だったが、31件で有利な判決が出た。
1853年から1860年、リンカーンのもう一つの重要な顧客はイリノイ・セントラル鉄道だった。上述以外の鉄道弁護士としての仕事は、州がイリノイ・セントラル鉄道に許可した免税に関する訴訟だった。マクリーン郡は、州にはそのような免除を与える権限がないと主張し、鉄道会社への課税の権利を主張した。1856年1月にイリノイ州最高裁判所は、リンカーンの申し立てを受理して免税が妥当であるとする見解を示した。
弁護士としての彼は非常に精力的で、寝る間を惜しんで働いていたことから、周囲から「正直者エイブ」「働き者エイブ」と親しまれていた。しかし実は、妻がヒステリー持ちでしばしばリンカーンに当たり散らすため、家にあまりいたくないとの理由でオフィスで働いていたといわれる。
リンカーンが扱ったもっとも有名な刑事事件は、1858年にジェイムズ・プレストン・メッツカーの殺人容疑で起訴されたウィリアム・"ダフ"・アームストロングの弁護だった。この事件では、目撃者の信用性に異議申し立てするために司法判断によって成立した事実を使うという方法で彼は有名になった。目撃者が深夜に犯罪を目撃したという証言に反論した後、農民暦を取り出して、月が低い角度にあったことを示し、視認性が非常に落ちていたはずだと語った。この証拠に基づき、アームストロングは無罪となった。リンカーンは法廷ではめったに声を荒らげることはなかった。しかし1859年の事件では、他人を刺殺した容疑で告発されたいとこのピーチー・ハリソンの弁護に当たり、被告の利益につながる証拠を判決から除外していると、激怒しながら抗議した。その判事は民主党員だったが、予想外に、法廷侮辱罪でリンカーンを責めることなく、裁定を覆して証拠を認め、ハリソンを無罪とした。

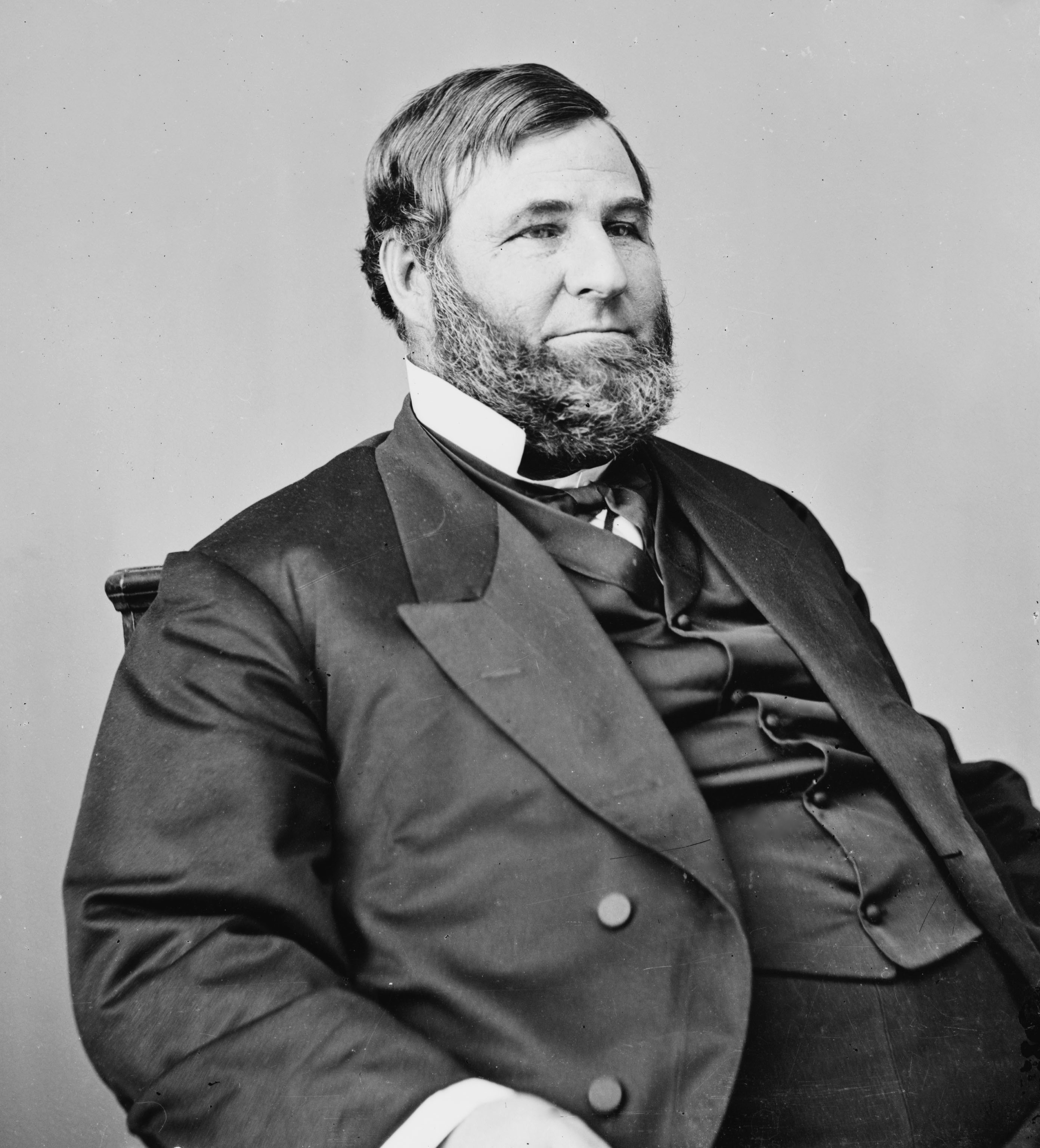
デイビッド・デイビス、リンカーンが参加した1848年の巡回で判事を務めており、リンカーンが大統領になった後の1862年にアメリカ合衆国最高裁判所判事に指名した

リンカーンはハーンドンとの共同事業を始める前には、隣接する地域社会の法廷に立つことはあまりなかった。1854年まで、法廷のもっとも活動的な常連の一人になるにつれてこれが変化し、アメリカ合衆国下院議員になって2年間中断されただけだった。第8巡回裁判所は11,000平方マイル (28,000 km2) の範囲をカバーしていた。毎年春と秋に、1回あたり9ないし10週間、リンカーンはこの地域を回った。10週間の巡回で150ドルほどの所得になった。巡回中の弁護士や判事は安いホテルで生活し、2人の弁護士が1つのベッドを分け合い、6人から8人の者が同じ部屋になった。
この巡回裁判で、リンカーンの誠実さと公平さについての評判が、顧客や援助を求める地方弁護士の双方からの高い需要につながっていった。リンカーンが、終生続くニックネームであるオネスト・エイブ（正直者エイブ）をもらったのもこの巡回裁判のときだった。彼の受けた顧客、同時期に巡回裁判を回った者たち、そして彼が行った町の弁護士たちは、リンカーンのもっとも忠実な支持者になった。この支持者の1人がデイビッド・デイビスであり、同じくホイッグ党員で、リンカーン同様国家主義経済計画を推進し、実際の廃止論者にはならなかったが、奴隷制に反対した。デイビスは判事として1848年の巡回裁判に参加し、折に触れてリンカーンに代理を務めるよう指名することがあった。この二人は11年間巡回裁判に同行し、リンカーンはデイビスを1862年にアメリカ合衆国最高裁判所判事に指名した。その他親密な仲間としてイリノイ州ダンビルの弁護士だったウォード・ヒル・ラモンがいた。ラモンはリンカーンが実際に正規の労働協約を結んだ唯一の地方弁護士であり、1861年にはリンカーンと共にワシントンに行った。

### 共和党（1854年-1860年）

#### 奴隷制とカンザス・ネブラスカ法
1850年代まで、奴隷制はアメリカ合衆国南部で依然として合法だったが、イリノイ州のような北部州では一般に違法とされ始めていた。リンカーンは奴隷制を認めず、西部の新領土で奴隷制が拡大することに反対だった。1854年に成立した奴隷制を擁護するカンザス・ネブラスカ法はリンカーンをワシントンへ引き戻すきっかけとなった。この法は奴隷制を制限する1820年のミズーリ妥協を無効にしていた。イリノイ州選出の古参アメリカ合衆国上院議員スティーブン・ダグラスはこのカンザス・ネブラスカ法に「国民主権」という言葉を入れた。リンカーンが反対したダグラスによる法では、新しいアメリカ合衆国領土に入植した者たちが奴隷制を認めるかどうかを決める権利があり、連邦議会がそのような決定を規制できないとしているものだった。歴史家のフォーナーは、奴隷制が罪であるとみなす奴隷制廃止運動家や奴隷制に反対するアメリカ合衆国北東部の急進的共和党員と、奴隷制が白人を傷つけ発展を阻害するので悪であると考えた保守的共和党員とを対照させている。フォーナーは、リンカーンがその中間的中庸な立場であり、建国の父達の唱えた共和制の原則、特にアメリカ独立宣言に盛られたあらゆる人々の平等と民主的自主政府の原則に違背しているので、奴隷制に反対していたと主張している。しかしリンカーンは、「現在、南部に存在する奴隷制度については間接的にも直接的にも干渉する意思はない」と述べており、時間をかけてこの問題を解決しようとしていた。1858年には、「これまで私は黒人が投票権をもったり、陪審員になったりすることに賛成したことは一度もない。彼らが代議士になったり白人と結婚できるようにすることも反対だ。皆さんと同じように白人の優位性を疑ったことはない」と語っている。
1854年10月16日のピオリアにおけるカンザス・ネブラスカ法に反対する演説で、リンカーンは奴隷制に対する反対意見を表明し、その後は大統領になるまでこれを繰り返すことになった。ケンタッキー訛りで大変力強く話したリンカーンは、カンザス・ネブラスカ法が奴隷制の拡大について国家としての「無関与を『宣言』しているが、（そこに隠れている）奴隷制の拡大について秘密の『真の』情熱を考えなければならない。私はそれを憎まざるを得ない。奴隷制自体の巨大な不公正の故に、私はそれを憎む。それが我々の共和制の世界の規範としての影響力を奪うので、私はそれを憎む」と語った。この演説は当日集まった自由土地主義の弁論家達の中で、彼への注目を集めさせることとなった。
1854年遅く、リンカーンはイリノイ州選出アメリカ合衆国上院議員選挙でホイッグ党候補として出馬した。当時上院議員は州議会によって選出されていた。イリノイ州議会で行われた投票では、リンカーンが6回目の投票までリードしながらその支持がしぼみ始め、リンカーンはその後援者らにライマン・トランブルに投票するよう指示し、トランブルは対抗馬の民主党員ジョエル・アルドリッチ・マットソンを破った。カンザス・ネブラスカ法でホイッグ党は修復できないほど分裂した。リンカーンは「私はホイッグ党員だと考えるが、今はホイッグ党がないと言う者がいる。奴隷制の「拡張」に反対する以上のことはしていないとしても私は奴隷制廃止論者である。」と記した。古いホイッグ党の生き残りに、幻滅した自由土地党、自由党および民主党のメンバーを寄せ集め、リンカーンは新しい共和党の形を作り出す中心人物となった。1856年の共和党大会では副大統領の党候補を決める投票でリンカーンは第2位になった。

#### ドレッド・スコット対サンフォード事件と"分かれたる家"演説

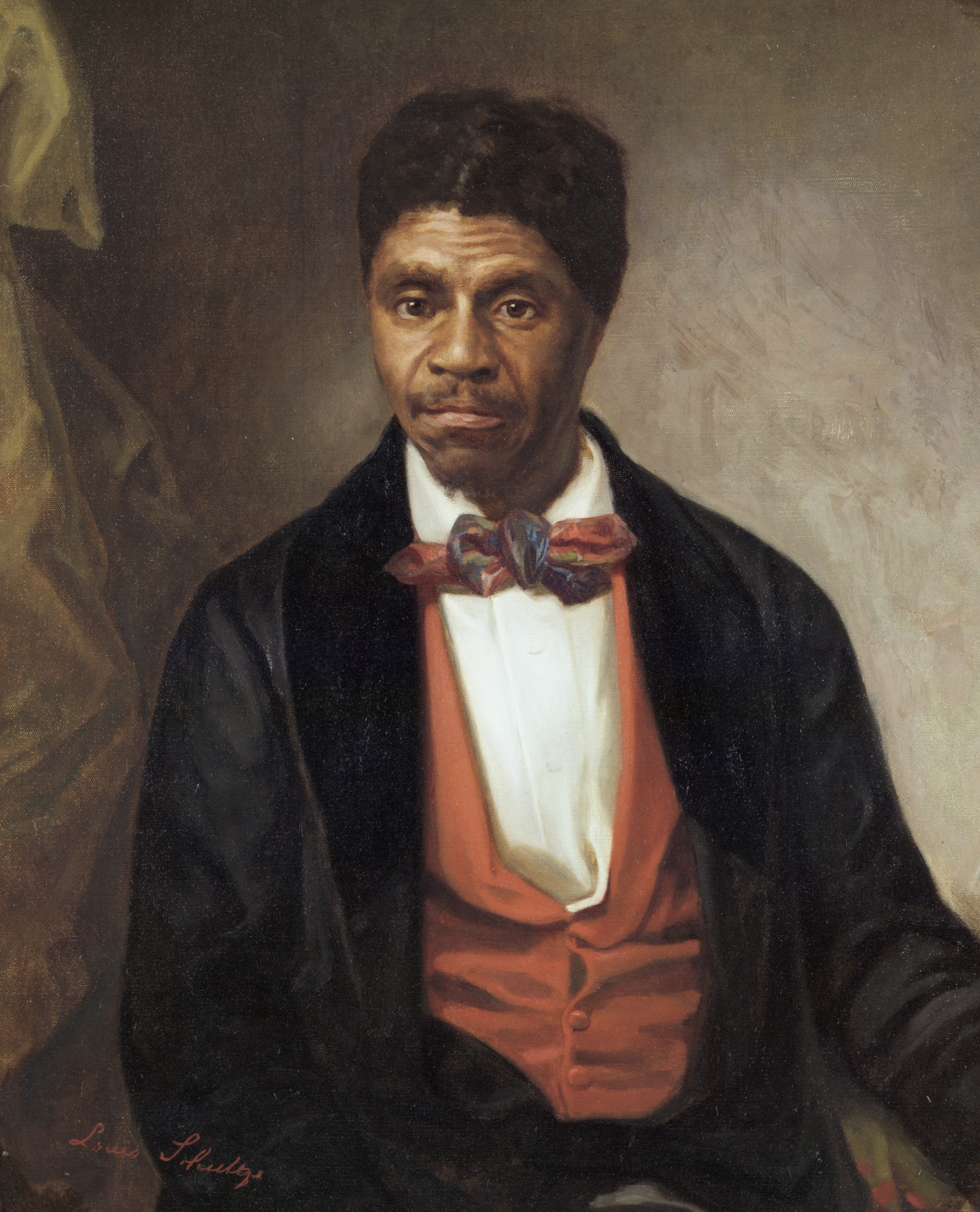
ドレッド・スコット、リンカーンはドレッド・スコット対サンフォード事件の最高裁判決を陰謀だと非難した

1857年3月、アメリカ合衆国最高裁判所は「ドレッド・スコット対サンフォード事件」に判決を下した。主席判事のロジャー・トーニーは、黒人はアメリカ市民ではないと判断し、それゆえに憲法の規定する権利（内国民待遇）を受けられないとした。リンカーンはこの判決を非難し、それは奴隷権力を支持するための民主党の陰謀による産物であると主張した。リンカーンは「アメリカ独立宣言の起草者は『全ての者は肌の色、体の大きさ、知能、道徳的発達、あるいは社会的能力などの点で同等であると言う』つもりはなかったが、彼らは『すべての者は平等に生まれついており、一定の奪うべからざる権利、そのうちに生命、自由および幸福の追求を含む権利』について平等であると考えたはずである」と主張した。
1857年から1858年、スティーブン・A・ダグラスはジェームズ・ブキャナン大統領と袂を分かち、民主党の主導権を争うことになった。ダグラスが新しく州となるカンザス準州が奴隷州として連邦に加入することになるルコンプトン憲法に対して反対する立場をとったので、東部共和党員の中には1858年の上院議員選挙でダグラスの再選に賛成する者もいた。
1858年に共和党州大会でリンカーンは上院議員候補に指名されたあと、聖書のマルコの福音書から引いた「分かれたる家」演説を行った。「分かれたる家は立つこと能わず（マルコ伝3の25）。半ば奴隷、半ば自由の状態でこの国家が永く続くことはできないと私は信じます。私は連邦が瓦解するのを期待しません - 家が倒れることを期待するものではありません。私の期待するところは、この連邦が分かれ争うことをやめることです。それは全体として一方のものとなるか、あるいは他方のものとなるか、いずれかになるでしょう。」この演説は奴隷制論議で引き起こされる連邦の解体の危険性について刺激的なイメージを作り出し、北部中の共和党の共感を集めた。高木八尺は「この演説は、後年のゲティスバーグの演説と並んで、リンカーンの生涯の二大演説と称される」としているが、「その単刀直入の言明は、政党とすれば多くの友を失い、敵を作る惧れのあるものであった。決して賢明とは言えない行動であった」とも評している。次の段階はイリノイ州議会での選挙のために州全体の選挙運動となり、上院議員にリンカーンかダグラスかを決めることとなった。

#### リンカーン・ダグラス論争とクーパー・ユニオン演説

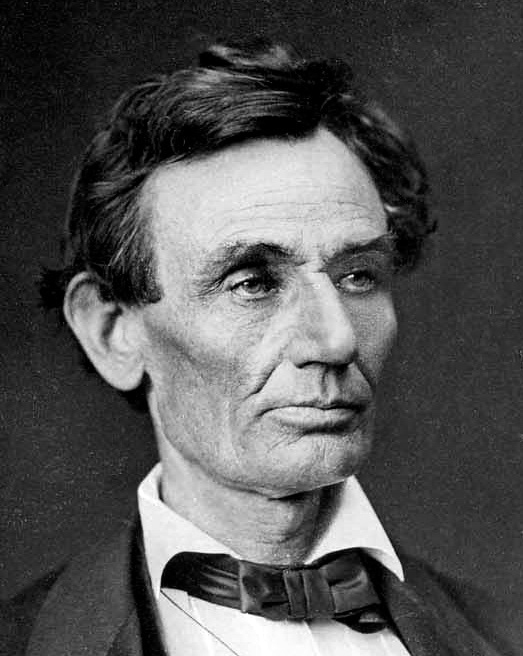
1860年に撮影されたリンカーンの写真、撮影はアレクサンダー・ヘスラー

1858年、リンカーンはスティーブン・A・ダグラスへの対立候補として上院議員選挙に出馬するが、選挙活動中のダグラスとの7回に及んだ、いわゆる「リンカーン・ダグラス論争」はアメリカ史の中でももっとも有名な討論となった。この2人は体型的にも政治的にもはっきりと対照的な立場をとった。リンカーンは「奴隷権力」が共和制の価値に脅威を与えていると警告し、ダグラスがすべての人は生まれながらに平等であるとした建国の父たちの価値を貶めていると非難すると、ダグラスは地方の住人は奴隷制を認めるか否かを選ぶ権利があるというそのフリーポート原理を強調し、リンカーンは奴隷制度廃止論者に加わっていると非難した。この討論は賞金をかけた戦いの雰囲気があり、多数の聴衆を引きつけた。リンカーンは、ダグラスの国民主権理論が国の道徳観に対して脅威になると述べ、ダグラスが自由州に奴隷制を広げる陰謀に加担しているとした。ダグラスは、リンカーンがアメリカ合衆国最高裁判所の権威と「ドレッド・スコット」判決を否定していると述べた。
当時多くの東部共和党員は、ブキャナン政権への反対勢力の全国的指導者としてダグラスを支援した。イリノイ州議会議員の選挙で共和党は多くの票を獲得したが、議席では民主党が上回った。上院議員選挙自体はダグラスが接戦を制したが、選挙活動におけるリンカーンの雄弁さと歯切れのよさは彼を全国的な政治家に押し上げた。1859年5月、リンカーンはドイツ語新聞の「イリノイ・シュターツ・アンツァイガー」を買収した。この新聞は一貫してリンカーンを支持し、州内13万人のドイツ系アメリカ人の大半は民主党に投票したものの、ドイツ語新聞が動員できる共和党の支持票もあった。
1860年2月27日、ニューヨークの党指導者がリンカーンを招待し、強力な党員達の前でクーパー・ユニオン演説を行わせた。リンカーンは、建国の父たちはダグラスの主張するような「国民主権」という考え方をほとんど用いず、奴隷制を制限することを繰り返し求めたと論じた。共和党の道徳の礎に従えば奴隷制に反対することを求めており、「正しいことと間違ったことの間の中間を模索すること」、すなわち部分的に奴隷制を容認することを拒否すると主張した。リンカーンの洗練されていない外貌にもかかわらず（聴衆の多くは彼が不恰好で醜いとすら考えた）。リンカーンは自身を党の前線に立たせる知的指導者であることを示し、共和党の大統領候補である印象を与えた。ジャーナリストのノア・ブルックスは「ニューヨークの聴衆に対して彼ほど初登場の印象を与えた者はいなかった」と記していた。歴史家のデイビッド・ドナルドは、この演説を「第2のライバル（サーモン・チェイス）の支持者が用意したイベントで、第1のライバル（ウィリアム・スワード）の出身州に予想もされていなかった（大統領）候補者が現れ、その演説中も2人のライバルの名前にすら触れることなく、最高の政治的動きを作り上げた」と表現した。リンカーンはその大統領になる意思について尋ねられたとき、「その味は少し私の口の中にある（言外にそのつもりだと言っている）」と返した。

#### 1860年共和党全国大会

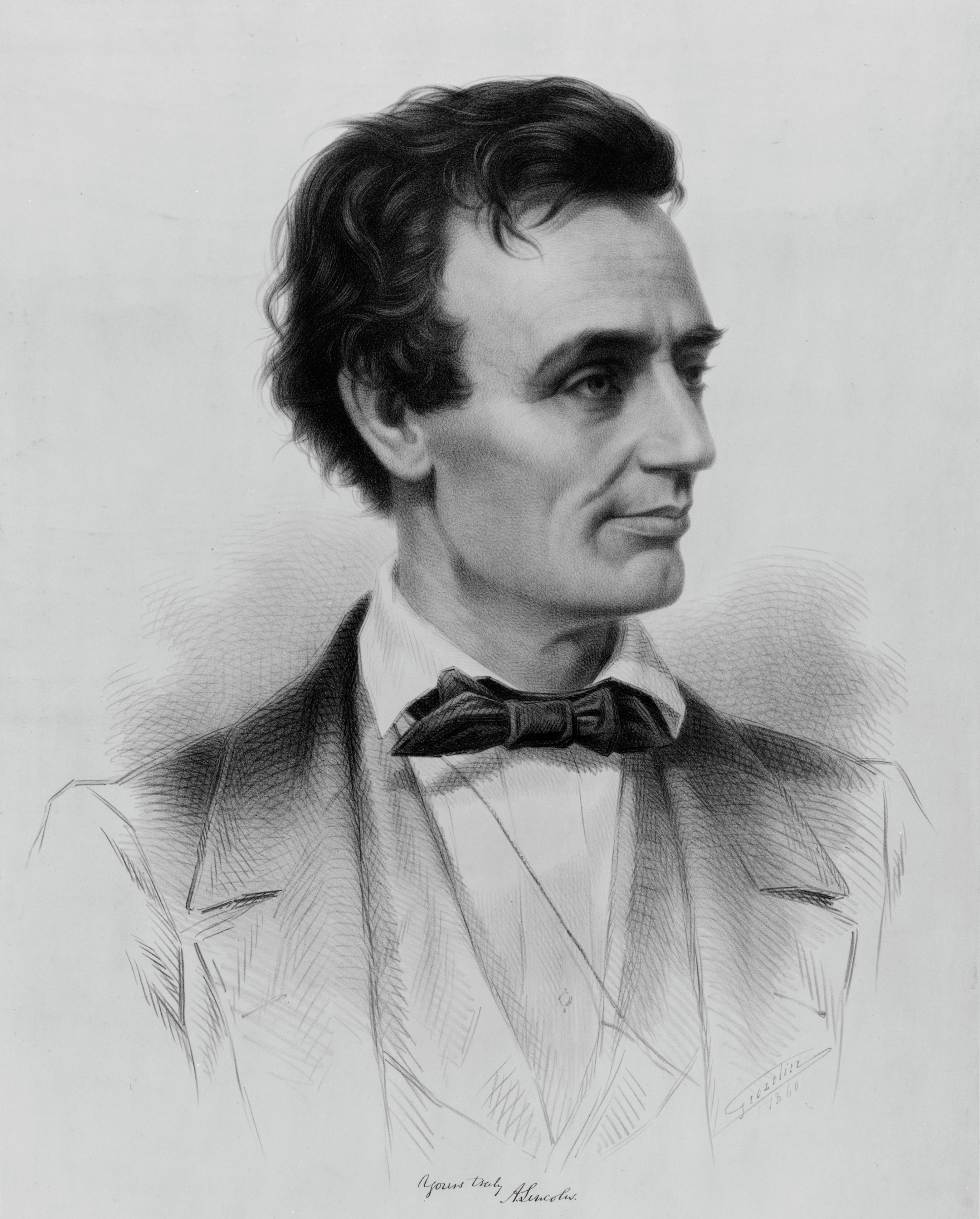
「共和党選出大統領候補リンカーン」のスケッチ
（1860年）

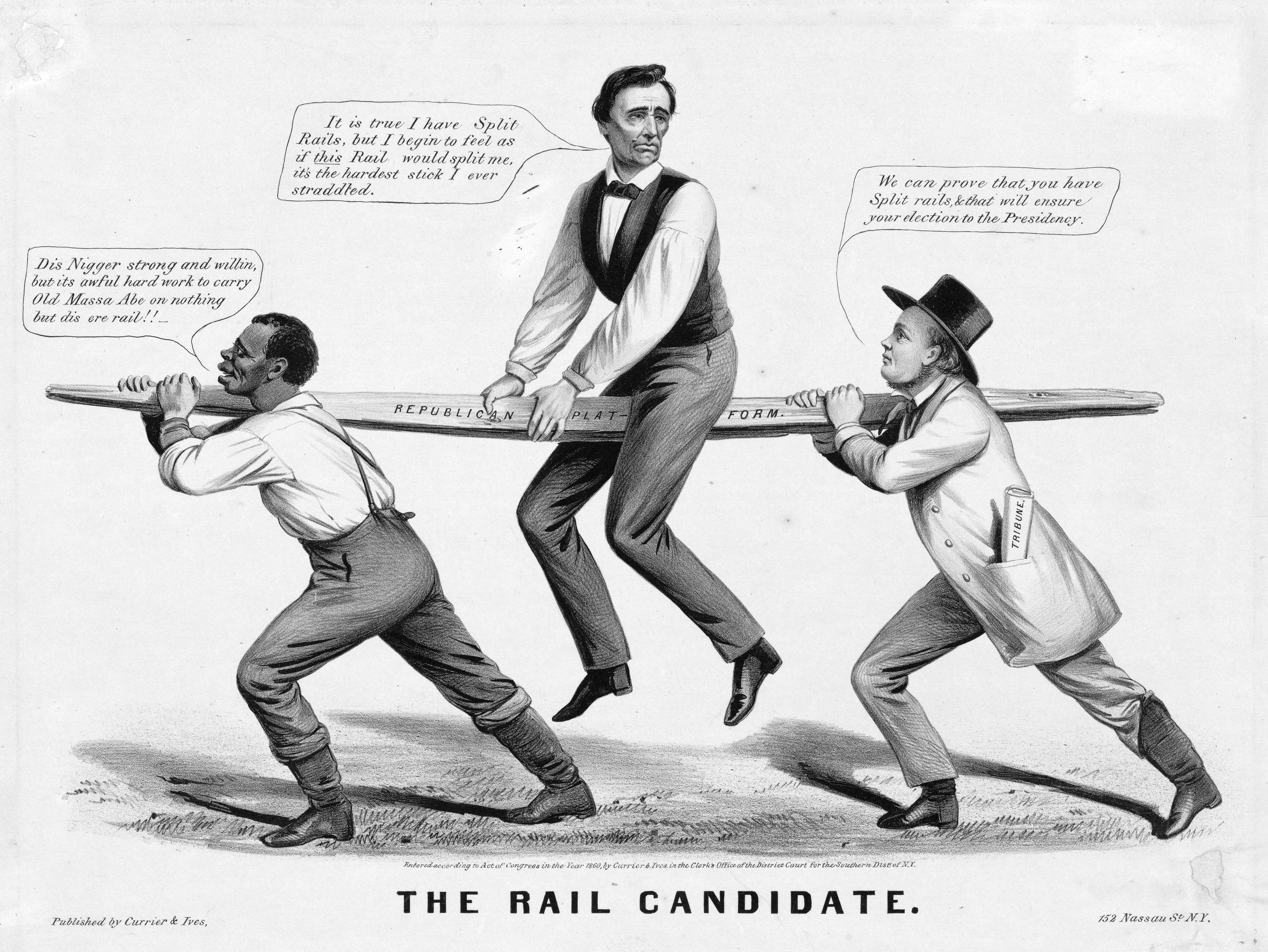
"レールの候補者"—1860年にリンカーンが大統領候補となったことを奴隷制問題で表している。左に奴隷、右に党の組織がレールを担ぎ、それにリンカーンが乗っている。

1860年5月9日と10日、イリノイ州ディケーターで開催された共和党イリノイ州大会で、リンカーンは州推薦大統領候補に初めて指名された。リンカーンの応援者達はデイビッド・デイビス、ノーマン・ジャッド、レナード・スウェットおよびジェシー・デュボイスが率いる選挙運動チームを組織した。リンカーンが父とおもに過ごしたフロンティア時代の伝説を脚色し、支持者達は「レールの候補者」という愛称を付けた。5月18日、シカゴで開催された共和党全国大会では、大統領候補に名乗りをあげた共和党政治家の中で対南部強硬派のウィリアム・スワードやサーモン・チェイスが有力だったが、リンカーンの友人が多数派工作を行い、リンカーンが、無難な妥協候補として3回目の投票で共和党大統領候補に選ばれた。組み合わせのバランスを取るために、北部メイン州出身のハンニバル・ハムリンが副大統領候補に指名された。リンカーンの成功は、奴隷制問題で穏健派であるという評判と、内国改良や保護関税というホイッグ党時代からの政策を強く支持したことによるものだった。3回目の投票のときは、ペンシルベニア州の代議員団がリンカーンに鞍替えしてトップに押し上げた。ペンシルベニアの産する鉄に関する利益が保護関税によって保証されるためであった。リンカーンの選挙参謀はこの代議員団やそのほかの州の代議員団に巧みに取り入り、一方でリンカーンが「私を縛るような約束はしないこと」と強く指示していたことにも従った。
当時の国政は「ドレッド・スコット」の判決が出たことや、ジェームズ・ブキャナンが大統領職にあったことで南部の奴隷権力を握り、北部の共和党は苦しい状況にあったので党員の大半は候補者リンカーンに同意した。1850年代を通じてリンカーンは内乱の可能性を心配し、支持者達は彼が大統領に選ばれたとしても南部の脱退を誘発することはないと考えていた。

#### 1860年アメリカ合衆国大統領選挙

1860年大統領選挙の結果。北部と西部の赤色がリンカーンの獲得した州

一方ダグラスは北部民主党の候補者に指名され、ハーシェル・ベスパシアン・ジョンソンが副大統領候補に指名された。1860年、民主党全国大会ではダグラスの国民主権という考え方に同意できない奴隷州11州の代議員が大会会場から退出し、最終的に南部民主党としてブキャナン政権で副大統領を務めていたジョン・ブレッキンリッジを大統領候補に指名した。
ダグラスなどほかの候補者が独自の選挙運動を展開する中、リンカーンだけは選挙演説を行わなかった。その代わりに運動を密に監視し、共和党の熱心さに依存した。共和党は北部中で多数派工作を行い、大量の選挙ポスター、小冊子および新聞論説を制作するという下働きを行った。多数の党員演説者がおり、まず党の綱領に焦点を当て、続いてリンカーンの経歴を話し、特に少年時代の貧窮を強調した。その目的は普通の農家の少年がその努力によって国のトップまで上り詰めることができるという「自由労働者」のすばらしい力を示すことだった。共和党の制作した選挙宣伝用文書は対抗馬すべての力を殺いだ。「シカゴ・トリビューン」紙の記者はリンカーンの生涯を詳述する小冊子を発行し、10万部から20万部を販売した。
リンカーンは選挙戦の最中に11歳の少女グレース・ベデルに「ひげを生やしたほうが良い」とアドバイスされ、それにしたがってあごひげを生やした。
1860年11月6日、リンカーンは民主党候補のスティーブン・ダグラス、南部民主党候補のジョン・ブレッキンリッジおよび新党の立憲連合党候補のジョン・ベルを破って第16代アメリカ合衆国大統領となった。共和党からの初めての大統領だった。リンカーンは支持の強かった北部と西部の州を獲得したことで勝利しており、15州あった南部の奴隷州のうち10州では一票も得られず、南部の996郡の中では2郡を制しただけだった。一般選挙での得票数を見ると、リンカーン1,866,452票、ダグラス1,376,957票、ブレッキンリッジ849,781票、ベル588,789票だった。投票率は82.2％であり、リンカーンは北部州の他にカリフォルニア州とオレゴン州を抑え、ダグラスはミズーリ州を抑え、ニュージャージー州の一部をリンカーンと分けた。ベルはバージニア州、テネシー州およびケンタッキー州を抑え、ブレッキンリッジが南部の残り諸州を抑えた。選挙人投票の結果は、リンカーンに180票、他の3人は合わせて123票だった。
ニューヨーク州、ニュージャージー州およびロードアイランド州では、リンカーンに対抗する党のすべてがあらかじめ組んで同じ候補者名簿を支持するように連合するというヒュージョン・チケットを使ったが、リンカーンの反対票が全ての州で組まれたとしても、選挙人投票ではリンカーンが多数を獲得できる結果になった。

### 大統領職

#### アメリカ合衆国からの南部州の離脱
リンカーンの当選が決まると、分離主義者達は彼が翌年3月に大統領に就任する前に連邦から脱退する意思を明らかにした。
妥協の試みはあった。1860年12月18日のクリッテンデン妥協は、奴隷州と自由州を分ける1820年のミズーリ妥協で決まったミズーリ妥協線を西に延伸するものであり、共和党の自由土地綱領には反するものだった。リンカーンは「私は同意するまえに死を味わうだろう...我々が憲法で規定される権利のあるこの政府を売り渡すような特典を与える譲歩や妥協に対しては」といってこのアイディアを拒否した。しかしリンカーンは憲法に対するコーウィン修正条項には支持を与えた。これは議会を通過しており、すでに存在する州の奴隷制を保護するものだった。戦争が始まる数週間前、脱退を避けるための手段として全ての州知事にコーウィン修正条項の批准を求める手紙を書くことまでした。
12月20日、サウスカロライナ州が脱退条例を採択してその先鞭を切った。1861年2月1日までに、フロリダ州、ミシシッピ州、アラバマ州、ジョージア州、ルイジアナ州およびテキサス州が続いた。これらのうち6州は1つの憲法を採択し、アメリカ連合国という主権国家であることを宣言した。アッパー・サウスと境界州（デラウェア州、メリーランド州、バージニア州、ノースカロライナ州、テネシー州、ケンタッキー州、ミズーリ州およびアーカンソー州）は分離主義者の言い分を聞いたが、当初は追従を拒否した。ブキャナン大統領と次期大統領のリンカーンはアメリカ連合国の認知を拒否し、脱退を違法だと宣言した。1861年2月9日、アメリカ連合国はジェファーソン・デイヴィスを暫定大統領に選出した。
リンカーンは2月11日にスプリングフィールドを発ってワシントンに向かうにあたり、送りに来た地元の人たちに別れの挨拶を述べた。その冒頭で、「皆さん、私の今の立場におかれたことのない方にはこのお別れに際しての、私の悲しみは分かっていただけないでしょう」と述べ、「今私はこの土地を去ります。いつ帰れるか、果たして再び帰れるか、分かりません」と悲壮な思いをこめて語った。リンカーンは列車で就任式に向かう途中、北部中の群衆や議員に演説した。ボルティモアでは暗殺の危険性がある（Baltimore Plot）とのことだったので、立ち寄りを避け、夜陰に乗じてボルティモアを過ぎた。これはリンカーンの護衛を指揮していたアラン・ピンカートンが探り出したことだった。2月23日、ワシントンD.C.には変装して入った。そこはかなりの数の軍隊による厳戒下に置かれていた。

#### 第一次大統領就任演説

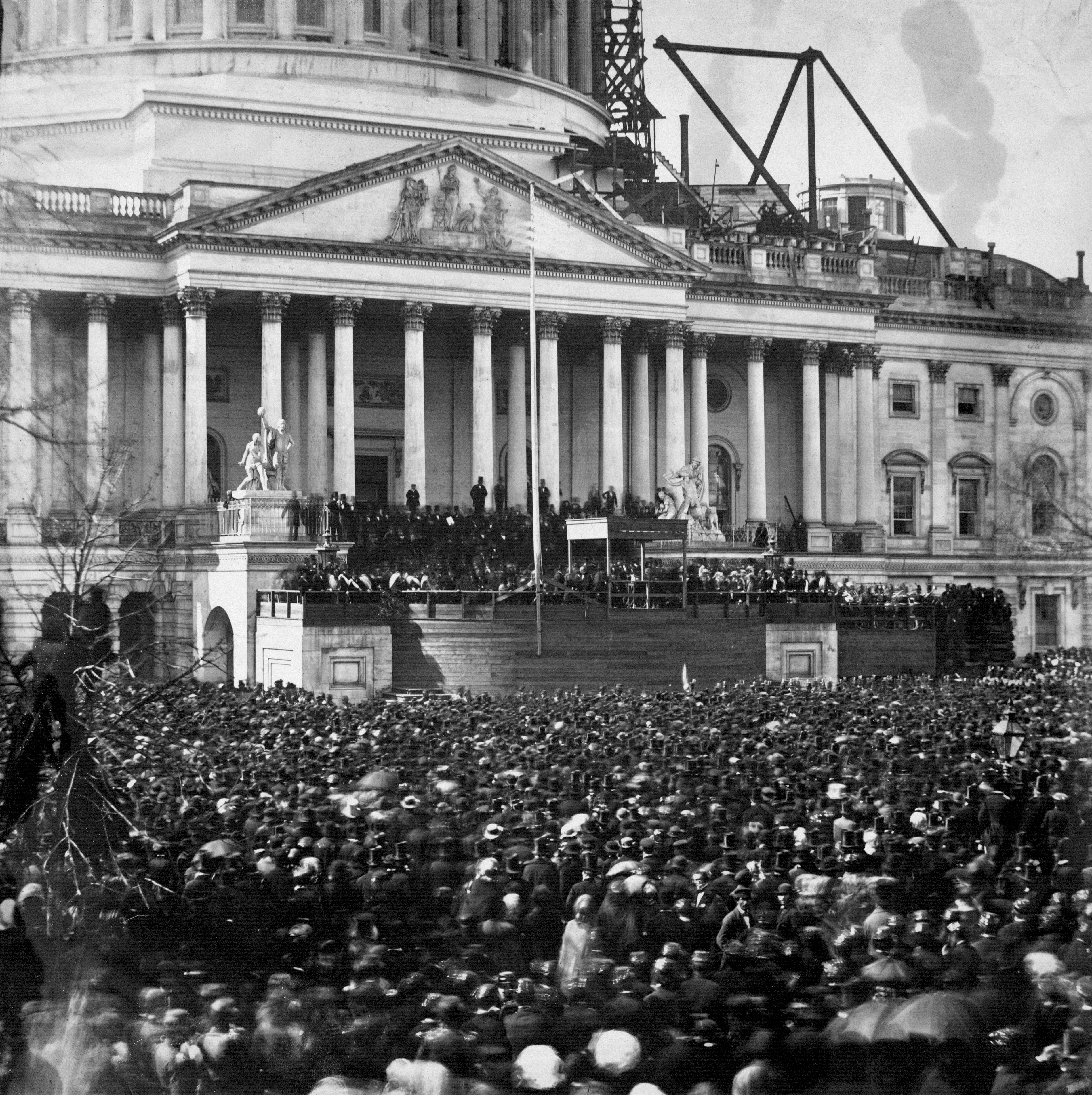
1861年、未だ建設中のアメリカ合衆国議会議事堂で行われた大統領就任式

1861年3月4日の就任式では、ターナーがリンカーンの護衛を行った。リンカーンは、南部の市民に向けた下記のような第一次大統領就任演説を行い、再度南部州における奴隷制を廃止する意志も意向もないと強調した。
南部州が連邦からは脱退できないと述べたあと、「この国もその制度も、この国に居住する人民のものであります。国民が現在の政府に飽きてきた場合には、いつでも憲法上の権利を行使して、政府を改めることもできますし、あるいは革命権を行使して、政府を解体し打倒することができるわけであります。」と語った。
さらに南部の人々に対する次のようなアピールで演説を締めくくった。
1861年和平協議も失敗し、立法による妥協は難しくなったことを示していた。1861年3月までに、いかなる条件でも反乱（脱退州）の指導者たちは連邦に戻ろうと提案することがなくなった。一方リンカーンと共和党指導者のほとんどすべては、連邦を解体することを許容できないという見解で一致していた。

#### 南北戦争

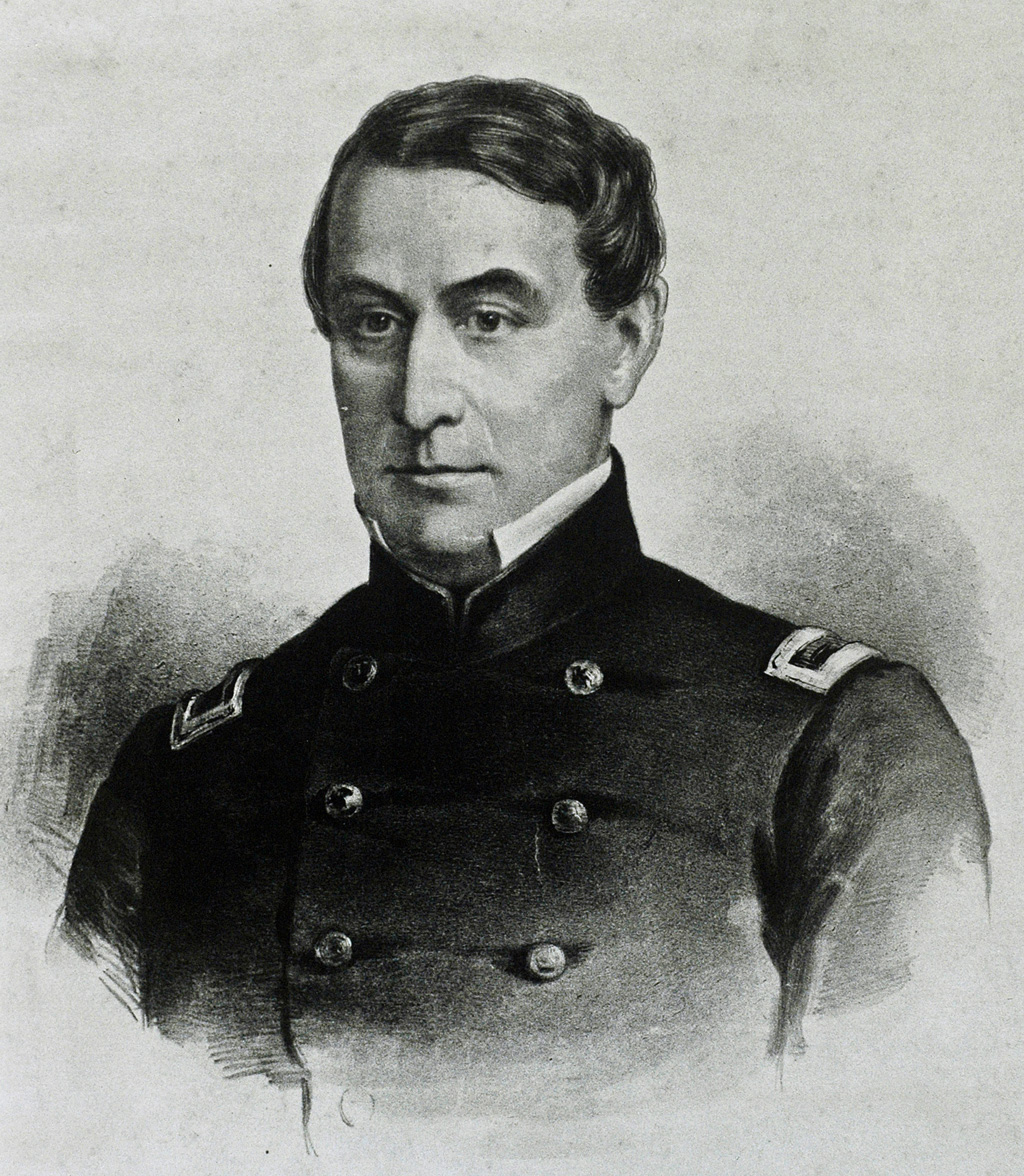
アンダーソン少佐、サムター要塞の司令官

サウスカロライナ州サムター要塞の司令官アンダーソン少佐はワシントンに食料を要求する伝言を送り、リンカーンがこの要求を満たすために命令を出すことは戦争行為と、分離派は見なした。1861年4月12日、南軍はサムター要塞の連邦軍守備隊を攻撃して降伏させ、戦端が開かれた。歴史家のアラン・ネビンスは就任したリンカーンが連邦を守ることができると考えたことに計算違いがあったと主張し、当時文民のウィリアム・シャーマンは就任式のあった週にホワイトハウスのリンカーンを訪れ、リンカーンが「この国は火山の上に眠っており」南部は戦争の準備をしていることを理解できていないように見えたことに「大いに失望した。」と記していた。歴史家のドナルドは「就任からサムター要塞砲撃までの間に衝突を回避しようと繰り返し努力したことは、かれが同胞の血を流させる最初の者にならないと誓ったことに固執していたことを証明している。この難しい状態を解決する唯一の方法は、南軍が最初の砲弾を放つことだった。かれらはまさにそれをやった。」と結論づけた。
4月15日、リンカーンはサムター要塞を取り返し、ワシントンD.C.を守り、「連邦を守る」ために、各州に総計75,000名の軍隊を立ち上げるよう呼びかけた。彼の見解では、連邦は脱退した州の行動があったにもかかわらず、無傷で存在していた。この呼びかけで各州にはどちらに付くべきかを判断させることになった。バージニア州は脱退を宣言し、その報償として北軍との前線に近く脆弱な位置にあるリッチモンドがアメリカ連合国の首都に選ばれた。ノースカロライナ州、テネシー州およびアーカンソー州もその後2か月の間に脱退を決めた。ミズーリ州やメリーランド州でも脱退の機運が強かったが、州全体の意志にはならなかった。ケンタッキー州は中立を守ろうとした。

#### 北軍の指揮

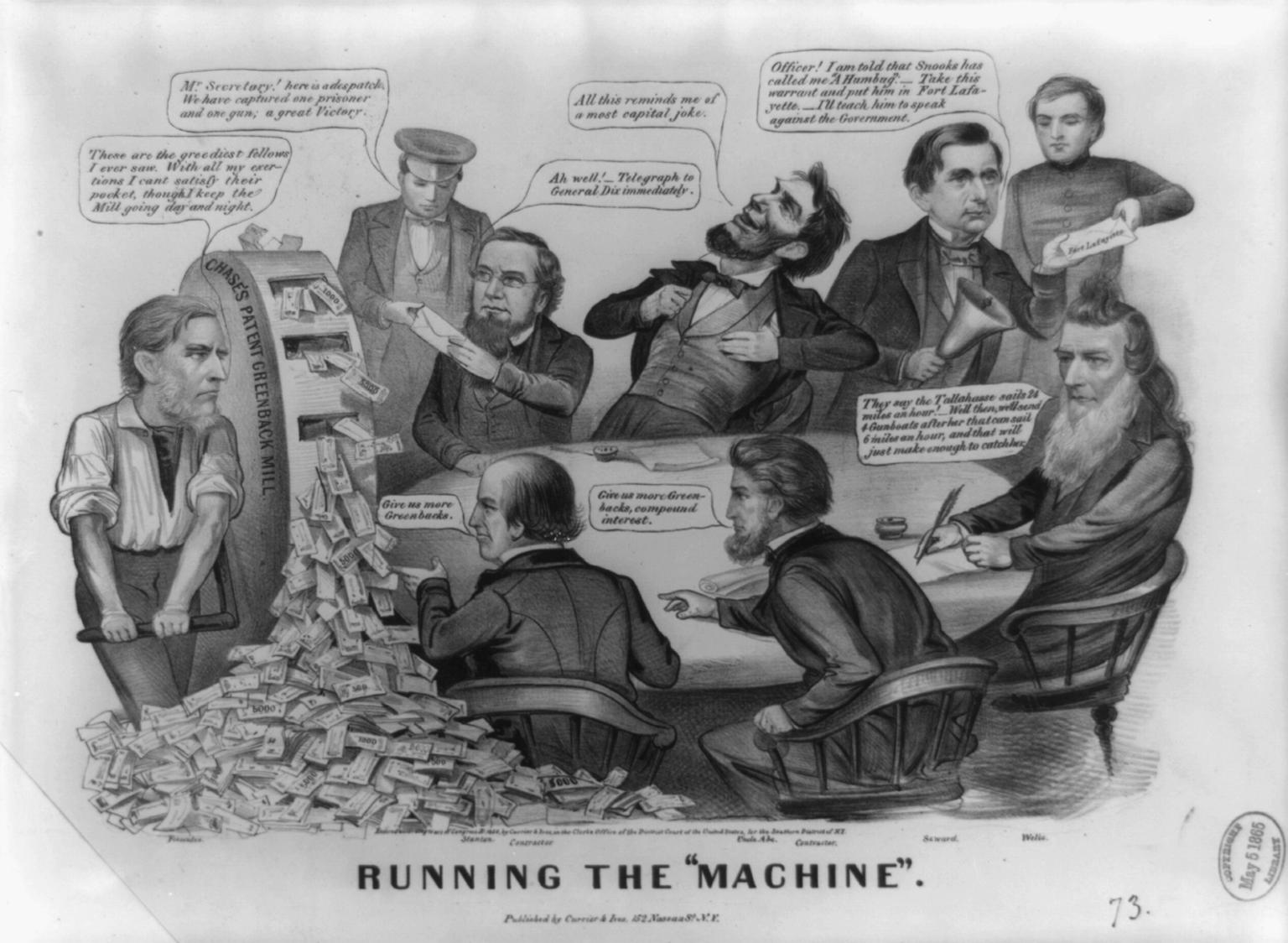
"マシーンを働かせる":リンカーン内閣を攻撃する1864年の政治風刺漫画、描かれているのはウィリアム・フェッセンデン財務長官、エドウィン・スタントン陸軍長官、ウィリアム・スワード国務長官、ギデオン・ウェルズ海軍長官、リンカーンなど

サムター要塞が陥落したあと、リンカーンは直接戦争を指揮することと、反乱を鎮圧するために全体戦略を策定することの重要性を認識した。前例のない政治的および軍事的危機に直面し、前例のない権限を使う最高司令官として対応した。戦争指揮権を拡大し、アメリカ連合国の外港すべてを封鎖し、連邦議会による予算割り当て以前に資金を支出し、人身保護令状の発行を中止したあとはアメリカ連合国の同調者と見なされる数多くの者を逮捕させ、収監させた。これらの行動は憲法違反ではあるものの、のちに連邦議会と北部大衆の支持を得た。さらに、境界にある奴隷州の強力な北軍同調者を補強し、この戦争が国際紛争とならないようにしておくために奮闘する必要性があった。
リンカーンの呼びかけに応え、軍隊が南のワシントンに向かった。4月19日、ボルティモアの鉄道分岐点を占領していた分離派暴徒が首都に向かう軍隊を攻撃した（Baltimore riot of 1861）。ボルティモア市長ジョージ・ウィリアム・ブラウンなどメリーランド州の政治家が、令状なしに逮捕され収監された。これはリンカーンが人身保護令状の発行を停止していたためだった。メリーランド州の分離派グループの指導者ジョン・メリーマンは最高裁長官のロジャー・トーニーに、リンカーンが審問なしにメリーマンを拘束しようとしているのは違法だとして、人身保護令状の発行を請願した。トーニーは令状を発行することでメリーマンの解放を命じたが、リンカーンはそれを無視した。
リンカーンにとって戦争の遂行がほかの何よりも優先されるものであり、多くの時間と意識を戦争の遂行に向けた。初めから戦争を成功に導くためには二大政党双方の支持が不可欠であり、北軍の指揮官に指名する者を選ぶときなどは、共和党員を選ぼうと民主党員を選ぼうと、いかなる妥協も議会反対側の党派を疎遠な関係にしてしまうことは明らかだった。
1861年6月3日にスティーブン・ダグラスが腸チフスで急死すると、北部民主党は指導者不在となり、カッパーヘッドなど北部の戦争反対派が民主党内の主導権を握り、リンカーンが奴隷問題で妥協を拒んでいることを批判した。リンカーンは戦争の期間を通じて北部民主党のカッパーヘッド（アメリカマムシ）と呼ばれた反戦派から激しい、また悪罵の攻撃を受けた。リンカーンをヤンキーの脅威そのものと見ていた南部の者は言わずもがなだった。
一方、急進派共和党は奴隷制廃止の動きが鈍いと批判した。1861年8月6日、南軍の戦争遂行を支援するために使われる奴隷を没収し解放する司法手続きを認める没収法に署名した。この法は実際にはほとんど効力を持たなかったが、南部の奴隷制廃止に対しては政治的支援の信号になった。
その8月下旬、1856年の大統領選挙で共和党候補にもなったジョン・C・フレモント将軍が、リンカーンに相談なくミズーリ州で戒厳令を発した。その内容は、武器を持っていると分かった市民は軍法会議にかけられ銃殺される、反乱軍を助けている個人の奴隷は解放される、というものだった。フレモントはすでに不正と汚職の告発を受け西部方面軍の指揮を怠っているという嫌疑がかけられていた。リンカーンはフレモントの宣言を取り消させた。フレモントの奴隷解放は政治的なものであり、軍事的に不要で法にかなっていないと考えた。北軍のメリーランド州、ケンタッキー州およびミズーリ州からの徴兵数は4万名以上増加した。
1861年遅くのトレント号事件ではイギリスとの戦争のおそれがあった。アメリカ海軍が公海でイギリスの商船トレント号を停止させアメリカ連合国の使節2人を捕獲した。イギリスは激しく抗議したが、アメリカ合衆国民は喝采を送った。リンカーンはその2人を釈放することで問題を解決し、イギリスとの戦争は回避させた。リンカーンの外交政策は経験がなかったために、当初人任せだった。外交官の任命や外交政策に関することは国務長官のスワードに任せた。しかし、トレント号事件に対するスワードの初期反応はあまりにけんか腰だったので、リンカーンは上院外交問題委員長でイギリスとの外交は専門家だったチャールズ・サムナーに処理を任せた。
リンカーンは軍事専門用語を学ぶために、ヘンリー・ハレックの著書「軍事科学の基礎」を議会図書館から借りて研究した。ワシントンD.C.の陸軍省に入る電報による報告は労を惜しまず目を通した。軍事行動のすべての面に目を光らせており、知事達と相談し、過去の成功体験（および出身州と支持政党）を元に将軍達を選定した。1862年1月、陸軍省の非効率さと不当利得行為について多くの苦情が出ると、サイモン・キャメロンに代えてエドウィン・スタントンを陸軍長官に据えた。スタントンは、リンカーンの指導下では反奴隷制共和党員に転じた多くの保守派民主党員の一人だった（1860年大統領選挙ではブレッキンリッジを支持した）。戦略に関しては、2つの優先事項を求めた。ワシントンの守りを固めることと、迅速で決定的な勝利という北部の要求を満足させるために攻撃的な姿勢を貫くことだった。北部の主要新聞編集者は90日以内の勝利を予測した。リンカーンは週2回閣僚との午後のミーティングを開くこととした。妻のメアリーはリンカーンがあまりに懸命に働くことを心配していたので、馬車に乗ることを強制することがあった。リンカーンは参謀総長でヨーロッパの軍事学者アントワーヌ＝アンリ・ジョミニの弟子であるヘンリー・ハレックから、ミシシッピ川のような戦略的地点を支配することの重要さを学んだ。またミシシッピ州ビックスバーグの重要さをよく知っており、単に領土を占領するよりも敵軍を倒すことの必要性を理解していた。

#### マクレラン将軍
北軍が第一次ブルランの戦いで敗北し、1861年古参のウィンフィールド・スコット将軍が引退したあと、リンカーンは全北軍の総司令官にジョージ・マクレランを指名した。マクレランはウェストポイントの陸軍士官学校卒業生であり、このとき35歳と若く、鉄道会社の役員をしていて、ペンシルベニア州の民主党員だった。マクレランは半島方面作戦の作戦を立て実行するまでに数か月を要したが、それはリンカーンの望んだ姿ではなかった。この方面作戦の目標はアメリカ連合国の首都リッチモンドを占領することであり、そのために船でポトマック軍をバージニア半島に移動させ、陸路リッチモンドに迫る作戦だった。マクレランの動きが常に遅かったことでリンカーンと連邦議会の憤懣が募った。この作戦ではワシントンを守る軍隊の必要性はなかったが、リンカーンはマクレランの配下のいくらかの部隊が首都を守ることに固執していた。マクレランは常に南軍の勢力を過大評価しており、最終的に半島方面作戦に失敗したが、その責をリンカーンの指示にあると非難した。

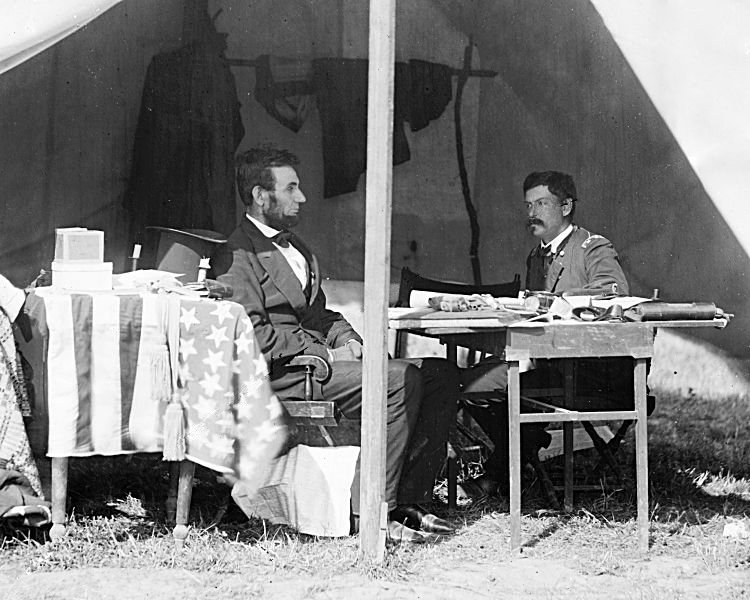
アンティータムの戦い後のリンカーンとマクレラン

1862年3月、リンカーンはマクレランを更迭し、ヘンリー・ハレックを総司令官に据えた。これはマクレランがリンカーンに戦争遂行に注意を促す押し付けの政治的助言を送った、いわゆる「ハリソンズランディング・レター」（Harrison's Landing Letter）の後のことだった。マクレランの手紙は、リンカーンに圧力をかけて新しいバージニア軍の司令官に共和党員のジョン・ポープを指名させていた急進派共和党を激怒させた。ポープはリンカーンの戦略的な希望に従って、北からリッチモンドに向けて進軍することで首都を攻撃から守る形をとった。しかしこのときポトマック軍を指揮していたマクレランに要請した援軍が到着せず、ポープは1862年夏の第二次ブルランの戦いで完敗し、ポトマック軍は2度目のワシントン守備につくしかなくなった。1862年には海上にも戦争が拡大した。もとはUSSメリマックと呼ばれていた南軍の装甲艦CSSバージニアがノーフォーク沖で北軍の木造艦船3隻に損傷を与えるか沈めるかし、その後、北軍の装甲艦USSモニターと交戦して損傷を受けた。このハンプトン・ローズ海戦について、リンカーンは報告書を精査し、海軍士官を尋問した。
リンカーンはマクレランがポープを支援しなかったことについて不満だったが、他に手段がなく、マクレランをワシントン周辺の全軍司令官に再登用した。このことはスワード以外の閣僚全てを当惑させた。マクレランが司令官に戻ってから2日後、南軍のロバート・E・リー将軍は、ポトマック川を越えてメリーランド州に入り（ハーパーズ・フェリーの戦い）、9月17日のアンティータムの戦いにつながった。この戦いに北軍は勝利したが、アメリカ史の中でも1日だけの戦闘としては最大級に犠牲者の多い戦いだった。この勝利で翌年1月にリンカーンは奴隷解放宣言を発すると布告することが可能になった。リンカーンはこの宣言をその前から作成してきており、それが窮余の策と思われないために軍事的勝利を待望していた。アンティータムのあとマクレランは退却中のリーの脆弱となった軍隊を追えというリンカーンの要求に抵抗した。一方、西部戦線テネシー州東部ではドン・カルロス・ビューエル将軍がそのオハイオ軍を敵軍に向けて移動させろという命令を同じように拒んでいた。その結果リンカーンはビューエルをウィリアム・ローズクランズに挿げ替えた。

#### 奴隷解放宣言
リンカーンは奴隷解放宣言によって黒人（混血のものも含む）の奴隷を解放したことで国際的にも賞賛され、その中で南部有利の状況はやがて揺らいでいった。ただし、南部の奴隷のみを解放して、戦時中の補助規定として北部の奴隷を宣言の対象外としたのは、戦争が終結する前に北部の奴隷を解放することによって発生するであろう境界州の離反を警戒しての事であった。リンカーンは奴隷解放論者としては穏健派に属し、常に状況をみながら妥協点を探り、ことを起こすに最適の機を見きわめつつ進めていたが、奴隷に依存していなかった北部では奴隷制は経済効率と個人の主権のために将来は自動的に崩壊するだろうという点において、熱心な奴隷解放論者であり政府の顧問として境界州の離反を防ぐべく活動していたウイリアム・H・セワードと見解が共通しており、このことからも北部の奴隷を強制的に解放する必要性は低いと考えられた。
リンカーンは連邦政府の権限が奴隷制を終わらせるには憲法で制限されていることを理解しており、1865年まではその問題を個々の州に降ろしていた。大統領選挙の前およびその期間はアメリカ合衆国の新しい領土に奴隷制を拡大しないようにすることで、最終的に奴隷制が終わると主張していた。戦争が始まったとき、奴隷制を禁じる代わりに補償付き解放を各州に認めるよう説得しようとした（この提案は1862年にワシントンD.C.でのみ有効となった）。リンカーンは憲法で建国の父たちが考えたように、この方法で奴隷制を縮小させることが経済的に奴隷制を消し去るものと考えた。リンカーンは、1861年8月にジョン・C・フレモント少将が、1862年5月にデイビッド・ハンター少将がそれぞれ地域を限定した奴隷解放を行ったのを否定していた。これはその行動が彼らの権限内にないこと、および北軍に忠誠な境界州を動揺させることになるというのが理由だった。

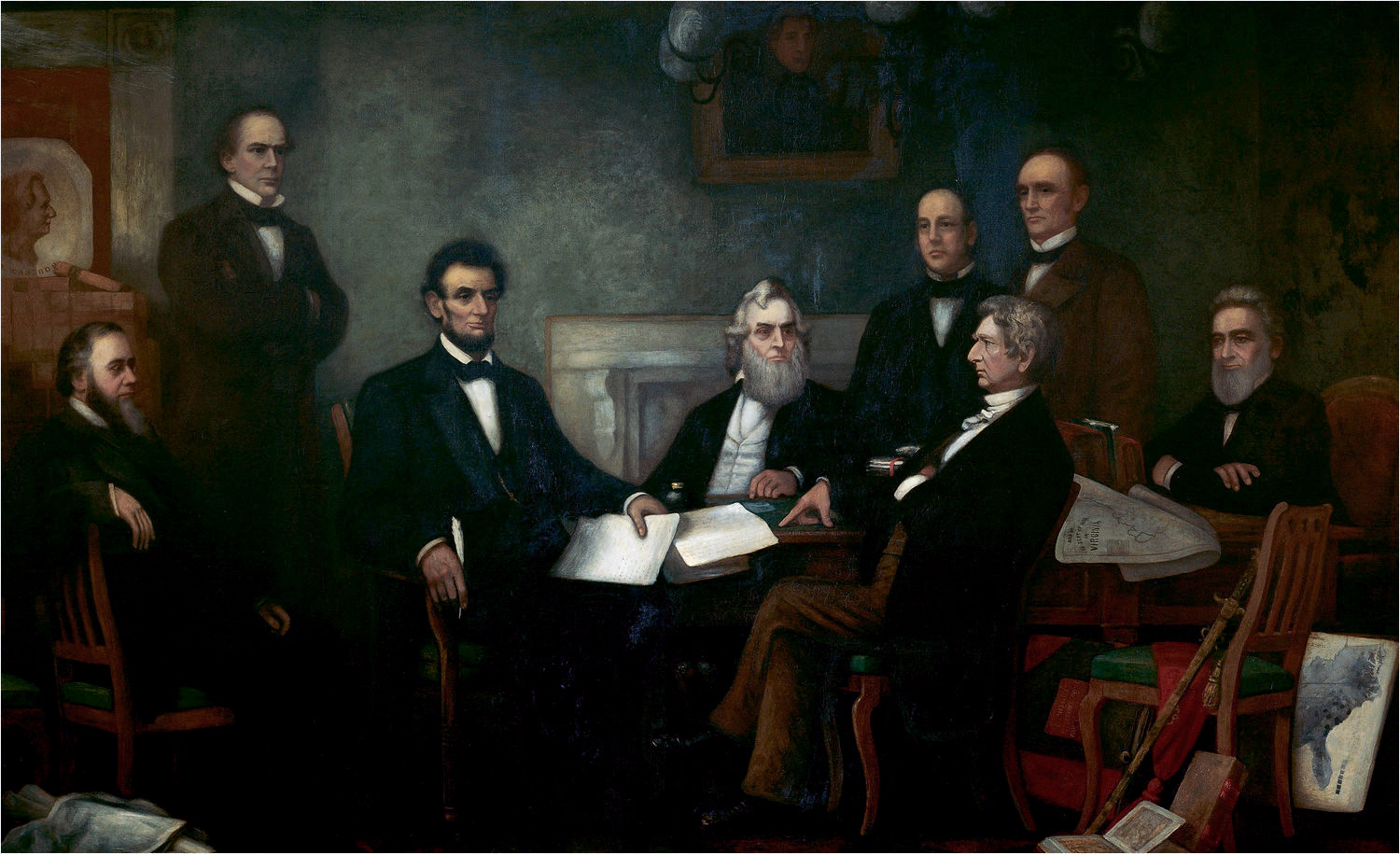
閣僚に奴隷解放宣言の初稿を提示するリンカーン、フランシス・ブリッケル・カーペンター画1864年

1862年6月19日、連邦議会は合衆国すべての領土で奴隷制を禁じる法を成立させ、7月には反乱者を助けたことで有罪とされた者の奴隷を解放させることのできる司法手続きを定めた第二次没収法を成立させた。リンカーンは各州内で奴隷を解放させる権限は連邦議会にないと考えていたが、議会に敬意を表してこれらの法案を承認した。これらの行動は憲法で大統領に認められている戦争遂行権限を行使する最高司令官によって行うべきものと感じており、その行動を行う計画を立てた。同じく7月、リンカーンは閣僚達と奴隷解放宣言の初稿について議論した。このとき「適切で必要な軍事的手段として、1863年1月1日に、アメリカ連合国各州の奴隷はその日以降永久に解放される」と述べていた。
リンカーン個人はこの時点で奴隷を解放しなければ戦争には勝てないと決断していた。しかし、アメリカ連合国と反戦提唱者達は奴隷解放が平和と再統一への障害となるという説を広げることに成功していた。共和党員に影響力の強かった「ニューヨーク・トリビューン」紙の編集者ホレス・グリーリーはそれが策略だと主張し、リンカーンは8月22日の巧妙な手紙でそれに直接反論した。リンカーンはその大統領としての行動の主目的は連邦を守ることであるとし、次のように述べていた（リンカーンはその「公務」に言及するときは一人称を用いた）。
リンカーンは何度も各州に奴隷解放を望んでいることを明らかにした。国軍を率いるその役割は連邦を救うことであり、全体あるいは部分的な奴隷解放を含め、使うことのできるあらゆる手段を使うことだった。アメリカ連合国は銃剣の先でのみ返礼することになった。
1862年9月22日に発行された奴隷解放予備布告は翌年1月1日に有効となり、当時北軍の支配下にはなかった10州の奴隷を解放し、すでに北軍の支配下にあった2州は除外することを宣言した。反乱州の奴隷制を廃止することが軍事目的となると、北軍が南部に侵攻するにつれて、多くの奴隷が解放され、最終的には南部の300万人を超える奴隷が解放された。奴隷解放宣言に署名するときのリンカーンのコメントは、「私はこの生涯の中で、この書面に署名するときほど正しいことをしているという確たる気持ちを持ったことはなかった。」というものだった。リンカーンは新しく解放された奴隷のためにコロニーを作る計画を以前から立てていた。奴隷解放宣言の中でも植民について肯定的なコメントを入れていたが、そのような大量の人々の世話を焼くという試みはすべて失敗した。奴隷解放が宣言されてから数日後、13州の共和党知事が「戦争知事協議」に集まった。彼らは大統領の宣言を支持したが、北軍の指揮官としてジョージ・マクレラン将軍を排除することを提案した。

#### 黒人部隊の大量徴兵
奴隷解放宣言後、元の奴隷を軍隊で用いることは政府の公式方針となった。当初リンカーンはこの計画を全面的に行うことを躊躇したが、1863年春までに「黒人部隊の大量徴兵」を始めさせることになった。テネシー州の軍政府長官アンドリュー・ジョンソンに宛てた手紙で、黒人部隊を立ち上げることを奨励して、「5万人の武装し訓練された黒人兵がミシシッピ川の岸を進むさまを見れば即座に反乱を終わらせられるだろう」と記していた。リンカーンの指示が出されると、ニューヨーク市では徴兵に関するイングランド系とアイルランド系の差別に反対するニューヨーク徴兵暴動で多数の黒人がリンチ殺人されたものの、1863年暮れまでにロレンゾ・トーマス将軍がミシシッピ川流域から20個連隊の黒人部隊を立ち上げた。フレデリック・ダグラスはリンカーンについて、「かれの軍隊では私の卑しい出自、あるいは私の嫌われる肌の色について思い出させられることはなかった」と語った。
リンカーンは、戦争の発生だけが大統領に合衆国内にすでに存在する奴隷を解放する憲法上の力を与えたと主張して、戦時立法として宣言に署名した。「反乱州」における奴隷制度を廃止した宣言は公式な戦争の終結につながり、それは奴隷制の廃止と連邦での市民権の確立に関するアメリカ合衆国憲法修正条項第13条および第14条制定の推進力となった。政治上奴隷解放宣言は北部に対して大きな支援となった。南部の綿花のおもな購入先であり、北軍の海上封鎖を打破しうる海軍力をもっていたのはイギリスだったが、結果的に奴隷解放宣言はイギリスを牽制する役割を果たした。当時の首相パーマストンは数か月前とは異なり、ヨーロッパ諸国が介入する機会は失われたと思うと説明した。イギリス世論は奴隷廃止を支持した。イギリスが南部を支持することはなかった。

#### 1862年アメリカ合衆国中間選挙
1862年アメリカ合衆国中間選挙では、戦争を迅速に終わらせることに失敗したことや、インフレが進行し、新しく導入された高い税金、汚職の噂、人身保護令状の棚上げ、徴兵法、および奴隷を解放することが労働市場に影響するおそれがあったことなどで、内閣に対する不信があり、共和党はアメリカ合衆国下院でかなり議席を減らした。
9月に予告された奴隷解放宣言はニューイングランドと中西部の北部で田園部の票を共和党にもたらしたが、都市部と中西部の南部では票を減らした。共和党が落ち込む一方で、民主党は活性化され、特にペンシルベニア州、オハイオ州、インディアナ州およびニューヨーク州で議席を増やした。共和党は連邦議会およびニューヨーク州を除く主要州議会における過半数を守った。シンシナティの「ガゼット」紙は、有権者たちが「果てしなく続く戦争に倦み、進展がないままに国の資源を浪費していることに気を落としている」と報じた。

#### バーンサイド将軍
また1862年の中間選挙後、マクレランを共和党員のアンブローズ・バーンサイドにすげ替えた。これら新任司令官は政治的に穏健であり、リンカーンをより支援できるという見通しがあった。バーンサイドは大統領の助言に反して向こう見ずにもラッパハノック川を越える攻勢を採り、12月のフレデリックスバーグの戦いでリー軍から不面目な敗北を喫した。バーンサイドは戦場で敗れただけでなく、その兵士たちは不満を抱き規律が悪かった。1863年の脱走兵は数千人に達し、フレデリックスバーグのあとで増加した。

#### フッカー将軍
リンカーンは軍隊の指揮について大雑把という過去があったジョセフ・フッカーを登用した。1863年春、リンカーンはいくつかの勝利が同時に起これば戦争を終わらせることができると考えるまで、この年の戦闘作戦について楽観的だった。その作戦とは、フッカーがリッチモンドの北でリー軍を攻撃し、ローズクランズはチャタヌーガ、グラントはビックスバーグ、さらに海軍はチャールストンを攻撃するというものだった。リンカーンは少なくとも当初はこれらの作戦のどれも成功しなかったので意気消沈するようになった。
フッカーは5月のチャンセラーズビルの戦いでリー軍に潰走させられたが、数週間はその指揮を続けた。フッカーは軍を分けるようにというリンカーンの命令を無視し、リー軍にハーパーズフェリーで同じことをさせたあと、辞任を申し出、リンカーンがこれを認めた。

#### ミード将軍
その後任はジョージ・ミードとなった。ミードはリー軍を追ってペンシルベニア州に入り、そのゲティスバーグ方面作戦は北軍の勝利となったが、リー軍は撤退に成功した。リンカーンはリーがバージニアに逃げ帰ったと知らされ、これまでになく落胆し、怒りを爆発させた。「われわれの軍隊は戦争を手のひらにつかまえたのに閉じようとしなかったのか」と口惜しがった。これと機を同じくして、当初は挫折していたグラントがビックスバーグを占領し、海軍はチャールストン港で幾らかの成功を収めた。ゲティスバーグの戦い後、リンカーンはその命令を陸軍長官あるいは総司令官を通じて将軍達に伝えることで、その軍事的判断がより効果的に遂行されることをはっきり理解した。将軍たちは自分たちの作戦に文民の干渉があることに不満を感じていた。それでもリンカーンは最高司令官として将軍達に詳細な指示を与え続けることが多かった。

#### ゲティスバーグ演説
1863年7月のゲティスバーグの戦いにおいて、北軍が大きな勝利を収め、秋のオハイオ州の選挙では、カッパーヘッドが敗北したことで、エイブラハム・リンカーンは、共和党の強い支持基盤を維持し、戦争遂行を再定義できる強い立場にあった。これが、ゲティスバーグ戦場墓地で演説を行う機運となった。「われわれがここで述べることは、世界はさして注意を払わないでありましょう。また永く記憶することもないでしょう。」とリンカーンが予言したこととは逆に、この演説はアメリカ史の中でももっとも引用されることの多いものとなった。
1863年11月19日の午後、ゲティスバーグの演説は、アメリカ合衆国ペンシルベニア州ゲティスバーグの国立軍人墓地の奉献式において、行われた。追悼演説は、当代随一の雄弁家として高名であったエドワード・エヴァレットが2時間にわたる大演説を行ったあとに行われた。ゲティスバーグの演説は、わずか272語、3分間の演説で、ピリオドを打った。エイブラハム・リンカーンは、アメリカ合衆国が、1789年ではなく1776年に生まれ、「自由の精神にはぐくまれ、すべての人は平等につくられているという信条に献げられた」と主張した。エイブラハム・リンカーンは、アメリカ南北戦争をこれら「自由」と「平等」の信条に捧げられるものとして、定義した。奴隷解放は、アメリカ合衆国の戦争遂行の一部となっていた。多くの勇敢な兵士が死んだことは無駄ではない、その損失の結果として、奴隷制が終わるのであり、民主主義の将来が保証され、「人民の、人民による、人民のための政治を地上から絶滅させない」と民主主義の基礎を主張した。エイブラハム・リンカーンは、南北戦争が豊富な目的を持っており、この国における新しい自由の誕生と結論付けた。
ゲリー・ウィルズは、ゲティスバーグの演説を「言葉の威力がこれほど発揮された例はまずほかにない」と評価して、「あらゆる現代の政治演説はゲティスバーグから始まると言っても過言ではない」と主張した。

#### グラント将軍
ジョージ・マクレラン将軍を始めとする総指揮官たちが繰り返した一連の失敗によるフラストレーションのあとに、リンカーンは、急進的で有能な軍指揮官ユリシーズ・グラント将軍を任命する運命的な決定を下した。グラントは軍事知識とリーダーシップを発揮した。
ゲティスバーグの戦いから撤退するリー軍を追えなかったミードは、ポトマック軍の指揮で消極的な態度を続けたので、リンカーンは再度指揮官を変えることが必要だと考えた。シャイローの戦いやビックスバーグの戦いでのユリシーズ・S・グラント将軍の勝利がリンカーンの頭の中に残っており、北軍総司令官の強力な候補に浮上した。シャイローの戦い後にグラントを批判する声があったことに反応したリンカーンは、「私はこの男なしではやっていけない。彼は戦うのだ」と語った。グラントを総司令官に据えれば、北軍は多数の戦域で容赦なく一連の共同作戦を遂行できると感じていた。
それでもリンカーンは、マクレランがそうだったように、グラントも1864年の大統領選挙で候補者を目指しているのではないかと心配していた。リンカーンは仲介者を介してグラントの政治的意図を問わせ、グラントにそのつもりがないことを確認した上で、上院にグラントを北軍総司令官に昇進させる議案を提出した。上院からはグラントの総司令官就任と中将に昇格させることに同意を得た。中将はジョージ・ワシントン以降誰も就いたことのない位だった（ウィンフィールド・スコットが1856年に名誉中将となったことは除く）。
グラントは1864年にオーバーランド方面作戦を実行したが、損失も大きかった。荒野の戦いやコールドハーバーの戦いなどでの損失が大きかったため、消耗戦と言われることも多い。南軍は防御に回る利点があったにもかかわらず、「北軍と同じくらいの損失率」を出していた。損失の大きさは北部に警鐘を与えた。グラントはその軍隊の3分の1を失っていた。リンカーンがグラントに作戦内容を問うと、グラントは「私はこの作戦が一夏すべてかかるとしても、このやり方で戦い続けることを提案する」と答えた。
南軍はそれ以上補強することがかなわなかったので、リー軍は全ての戦闘で後退し、バージニア州ピーターズバーグ郊外の塹壕の内側に引きこもるしかなくなった。グラントは包囲戦を始めた。リンカーンはバージニア州シティポイントにあったグラントの作戦本部を訪れた。このとき大統領はグラントやウィリアム・シャーマンと戦争の進め方について直接相談することができた。シャーマンはノースカロライナ州にいたが、このとき偶然にも急ぎの用でグラントのもとに来ていた。リンカーンと共和党は北部中で徴兵するための支援を開始し、グラントが失った兵力を埋めた。
リンカーンはグラントに、南部のプランテーション、鉄道および橋梁といったインフラを標的にして、南部の士気を低下させ、経済的に戦争を継続する能力を下げさせる方法を認めた。グラント軍がピーターズバーグまで進軍したことで、リッチモンドと南部を結ぶ鉄道3本が遮断された。この戦略に従って、シャーマンとフィリップ・シェリダンはバージニア州シェナンドー・バレーのプランテーションや町を破壊した。1864年にシャーマンがジョージア州で行った海への進軍によって引き起こされた損害は幅60マイル (100 km) の範囲に限られてはいたが、リンカーンもその指揮官達も破壊が主目的ではなく、南軍を倒すことが目標だった。歴史家のニーリーが言っているように、第二次世界大戦のように文民に対する「全面戦争」とする意志はなかった。
南軍の将軍ジュバル・アーリーは北部に対する一連の襲撃を開始し、首都ワシントンを脅かした。1864年のワシントン襲撃では、リンカーンが無防備な場所から戦闘を見ており、オリバー・ウェンデル・ホームズ大尉が「降りて下さい。ばかなことを。撃たれる前に」と叫んだ。グラントにワシントンを守るよう繰り返し呼びかけがなされた後、シェリダンに首都防衛の任務が与えられ、アーリー軍の脅威に対処された。

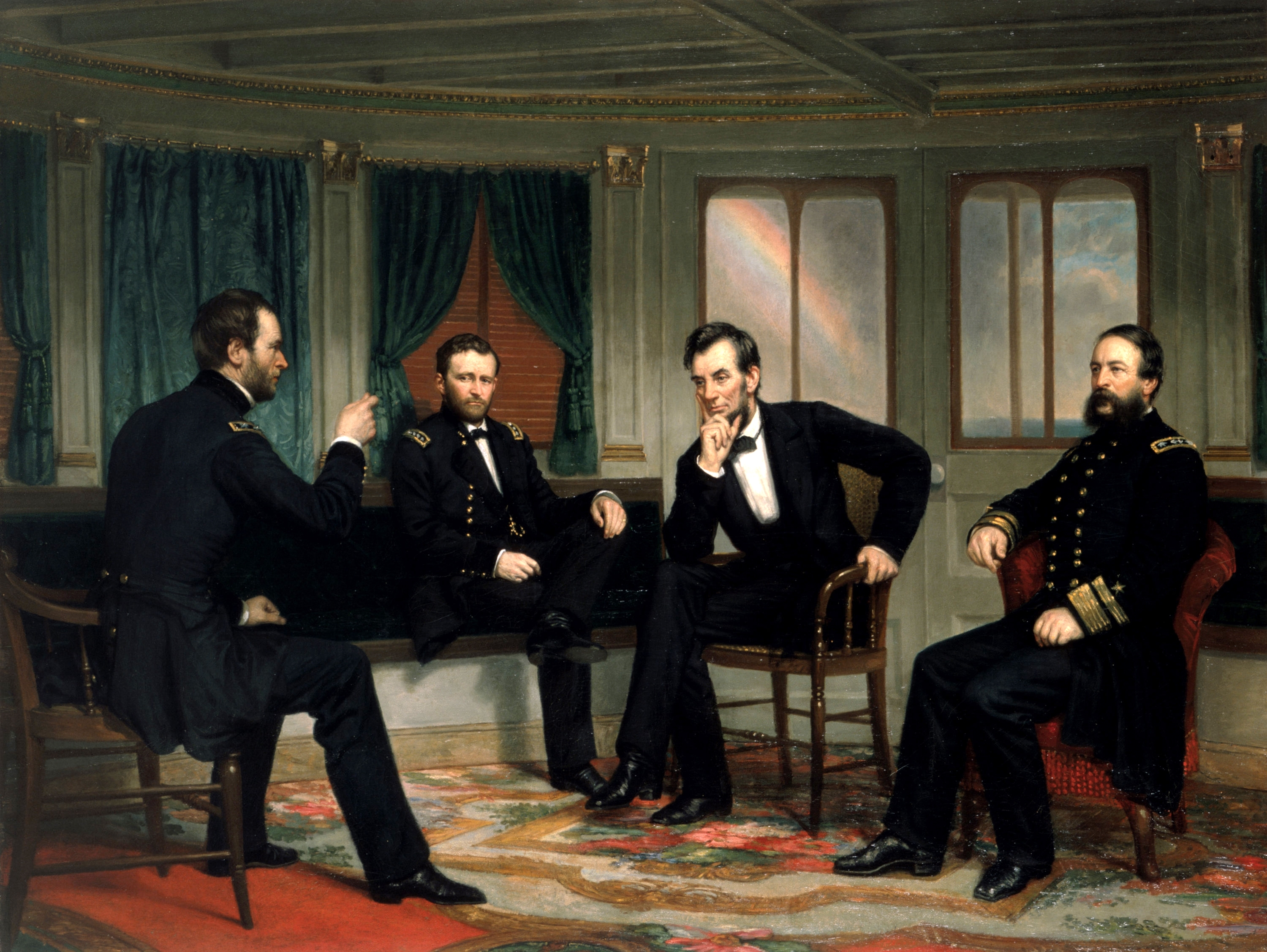
リンカーン大統領（右から2人目）、左からシャーマンとグラント各将軍、右端はポーター海軍提督、1865年3月27日〜3月28日のリバークィーン号での会談を描いた1868年の絵画
(画)ジョージ・ピーター・アレキサンダー・ヒーリー

#### 1864年大統領選挙での再選
リンカーンは共和党の主流派をまとめ、エドウィン・スタントンやアンドリュー・ジョンソンといったタカ派民主党もまとめる政治の達人だった。リンカーンは一週間の多くの時間を割いて、全国の政治家と会話し、平時に大きく拡大されていたその権限も使って、共和党の派閥を一つにまとめ、自身の政策に対する支持を築き、急進派からの大統領候補指名追い落としの動きを封じた。1864年共和党大会では、南部州であるテネシー州出身のタカ派民主党員アンドリュー・ジョンソンが副大統領候補に指名された。リンカーンはタカ派民主党員とともに共和党員を含めるその連衡を広げるために、新しく国民統一党という党名で出馬した。
グラントの春の作戦が犠牲も多い手詰まりとなると、軍事的な成功がないことはリンカーンの再選可能性を著しく損ない、国中の共和党員はリンカーンが落選することを怖れた。この恐れを共有したリンカーンは、もし落選することがあっても、ホワイトハウスを明け渡す前に南軍を破るという下記のような誓約書を書き、署名した。
リンカーンはこの誓約書を閣僚に見せなかったが、封をした封筒に署名することを求めた。
民主党の綱領は和平推進派が主導してこの戦争を「失敗」と称したのに対し、その候補者ジョージ・マクレランは戦争を支持して、この綱領を否定した。リンカーンはグラントにさらに多くの軍隊を供給し、党を動員してグラントの戦争遂行に対する支援を新たにさせた。9月にシャーマンがジョージア州アトランタを占領し、またデヴィッド・ファラガットがアラバマ州モービルを占領したことは、敗北主義者のイライラを終わらせた。民主党が大きく割れ、指導者のいくらかと兵士の大半は公然とリンカーンを支持した。対照的に全国統一党はリンカーンが奴隷解放を中心議題に据えたことで、統一され活性化された。州レベルの共和党はカッパーヘッドの背信を強調した。リンカーンは3州を除いた全州を制し、北軍兵士の票の78%を得て、圧勝で再選された。
1864年11月10日夜、リンカーンは、当選を祝してホワイトハウスの外に集まった人々への返礼として、短い言葉を述べた。その中でも、選挙を取りやめたり延期したりしたら、それだけで反乱者たちに敗れ去ったことになると語り、一大内戦の最中でも人民の政府は全国的選挙を行ってみせることができることを証明したと、アメリカ合衆国の健全さと強固さを強調した。

#### 修正第13条批准とハンプトン・ローズ・カンファレンス
グラントが、リー軍を弱らせる、リッチモンド・ピータースバーグ方面作戦を続ける中で、和平への動きが始まった。1865年1月31日にアメリカ合衆国憲法修正第13条が批准された。
1865年2月3日アメリカ連合国副大統領アレクサンダー・スティーヴンズは1群の代表を率いてハンプトン・ローズの蒸気船リバークィーン号で、リンカーンやスワード他と会合を持った（ハンプトン・ローズ・カンファレンス）。リンカーンは対等な立場でアメリカ連合国と交渉することを拒んだ。その唯一の目的は戦争を終わらせる手配を行うことだったので、この会合は何も生まなかった。

#### 第二次大統領就任演説
1865年3月4日、リンカーンは第二次大統領就任演説を行った。その中（下記）で、この戦争の両軍が被った大きな損失は神の意志だと述べた。歴史家のマーク・ノールはこの演説を「アメリカ人が世界の中でその位置を認識するような少数の神聖文書の中に位置づけられる」と述べた。

#### アポマトックス方面作戦
1865年4月1日、グラントはファイブフォークスの戦いでうまくリー軍の側面を突き、ピーターズバーグをほとんど包囲したので、アメリカ連合国政府はリッチモンドを引き払った。数日後リッチモンド市が陥落したとき、リンカーンは制圧したアメリカ連合国首都を訪れた。リンカーンが市中の通りを歩くと、南部白人は感情を顔に出さなかったが、解放奴隷は英雄として彼を歓迎した。4月9日のアポマトックス・コートハウスの戦いで敗れ、リーはアポマトックス・コートハウスでグラントに降伏し、事実上戦争は終わった。

#### レコンストラクション
リンカーンとその同僚達は戦争中にも占領した南部州をいかに連邦に再加盟させるか、またアメリカ連合国指導者たちと解放された奴隷の運命をどう決めるかという問題があることを予測していたので、レコンストラクションは戦争中に始まっていたと言うことができる。リーが降伏した直後、ある将軍がリンカーンに敗北したアメリカ連合国国民をどう扱うかを尋ねると、リンカーンは「彼らを安心させろ」と答えた。その感覚を保つために、リンカーンはレコンストラクション政策については穏健さを貫き、ほかの問題ならリンカーンの政治的同盟者だった急進派共和党員のタデウス・スティーブンス下院議員、チャールズ・サムナー上院議員およびベンジャミン・ウェイド上院議員の反対を受けた。リンカーンは国を再統一して南部州を疎遠にしないやり方を見つけることにしていたので、戦争中も保持された寛大な条件で迅速な選挙を急がせた。1863年12月8日に出した恩赦声明ではアメリカ連合国の公職に就かず、北軍捕虜を虐待せず、忠誠の誓約書に署名した者には恩赦を与えるとしていた。

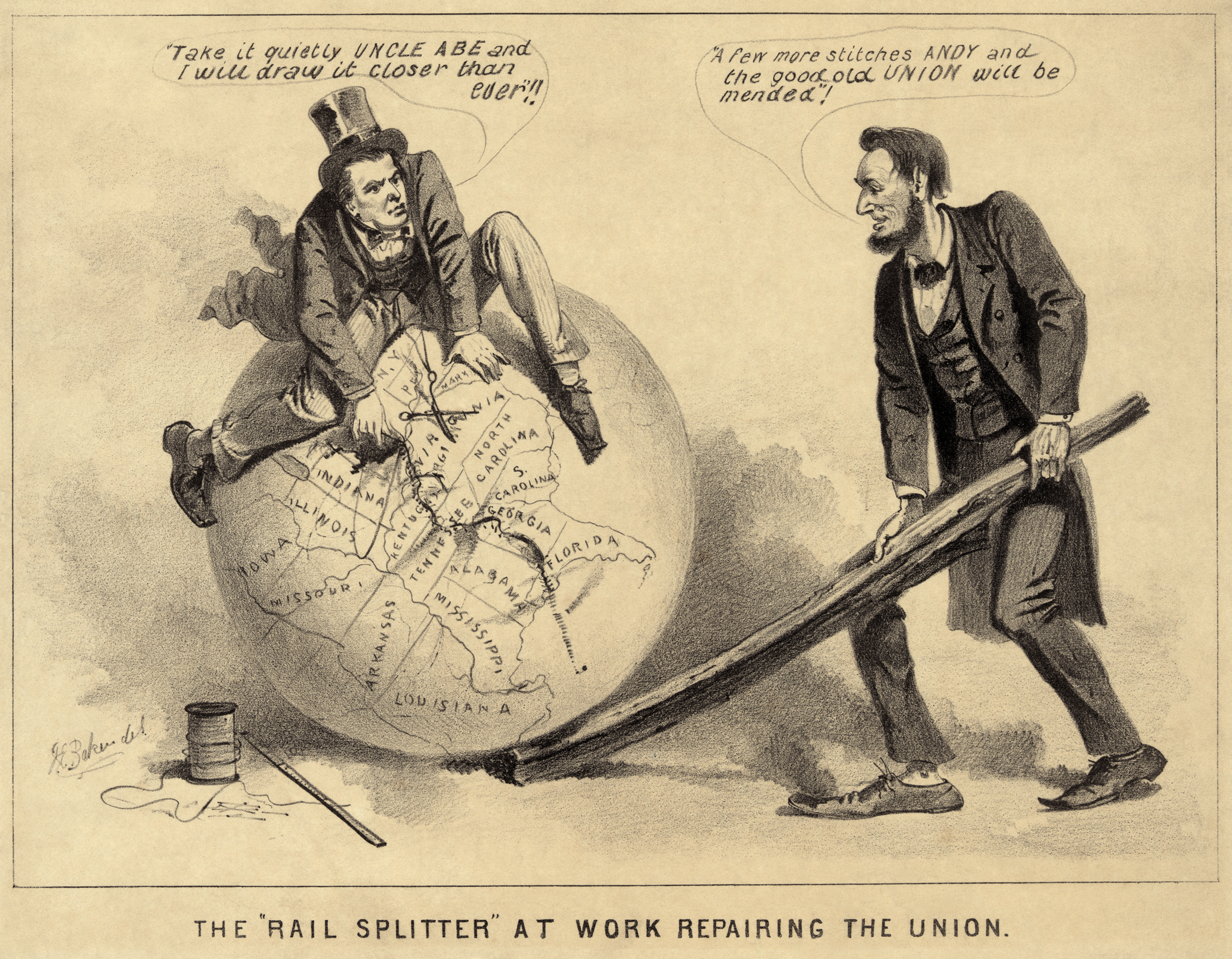
アンドリュー・ジョンソンとエイブラハム・リンカーンを風刺した政治漫画、「連邦を修復するレールスプリッター」、1865年。吹き出しは、ジョンソン:エイブ叔父さん、そっとやって、私が前よりも近くに引っ張るよ。 リンカーン:もう少しだアンディ、古き良き連邦が修復される

南部州が制圧されると、その指導者について、またその管理体制が再編されるために重要な判断をしなければならなかった。特に重要なのはテネシー州とアーカンソー州であり、リンカーンはそれぞれアンドリュー・ジョンソンとフレデリック・スティールを軍政府長官に任命した。ルイジアナ州では、ナサニエル・バンクス将軍に、有権者の10％が同意すれば、州を連邦に再加盟させる計画を促進させるよう命令した。民主党の政敵達はこれら任命を非難の対象にし、リンカーン自身と共和党の政治的願望を確保するために軍隊を使っていると非難した。一方で、急進派共和党員はリンカーンの政策を生ぬるいと批判し、1864年には独自のウェイド・デイビス法案を成立させた。リンカーンがこの法案に拒否権を使うと、急進派はルイジアナ州、アーカンソー州およびテネシー州から選出された代議員に議席を与えることを拒否して報復した。
リンカーンの行った人事は中道派と急進派を共につなぎ止めておくよう配慮されていた。故人となった最高裁判所長官ロジャー・トーニーの空席を埋めるために、奴隷解放を支持し紙幣政策を続けると考えられた急進派のサーモン・チェイスを選択した。
全州には適用されなかった奴隷解放宣言の発布後、リンカーンは憲法の修正によって全国で奴隷制を違法とさせるよう連邦議会に対する圧力を強めた。リンカーンはそのような修正が「全事項に結びつけられる」と宣言した。1863年12月までに、奴隷制を絶対的に違法とする憲法修正提案が議会の審議に移された。修正の最初の試みは1864年6月15日に下院の3分の2以上を獲得できずに通過しなかった。提案した修正条項を通すことは1864年選挙で共和党すなわち統一党の綱領の一部になった。下院での長い議論の後、1865年1月13日に2回目の提案が議会を通り、批准を求めて各州議会に送られた。この批准が成立し、アメリカ合衆国憲法修正第13条は1865年12月6日に憲法に追加された。
戦争が終わりに近づくと、リンカーンの南部レコンストラクション政策は流動的になった。連邦政府は数多い解放奴隷に対する責任が限られていると考えていた。元奴隷の物質的需要に対応するために考案された暫定連邦機関を設置するチャールズ・サムナー上院議員の解放奴隷局法案に署名した。この法は土地を解放奴隷が3年間賃借すれば購入権限を与えるとして、その土地を割り当てていた。リンカーンはルイジアナ州に適用した計画はレコンストラクション中のすべての州には当てはまらないと述べた。その暗殺直前には南部のレコンストラクションについて新しい計画があると述べていた。その閣僚との議論の中で、南部州に短期間軍政を布き、南部の連邦主義者の統制下に連邦に再加盟させるという計画を明かしていた。

#### 共和国と共和制の再定義

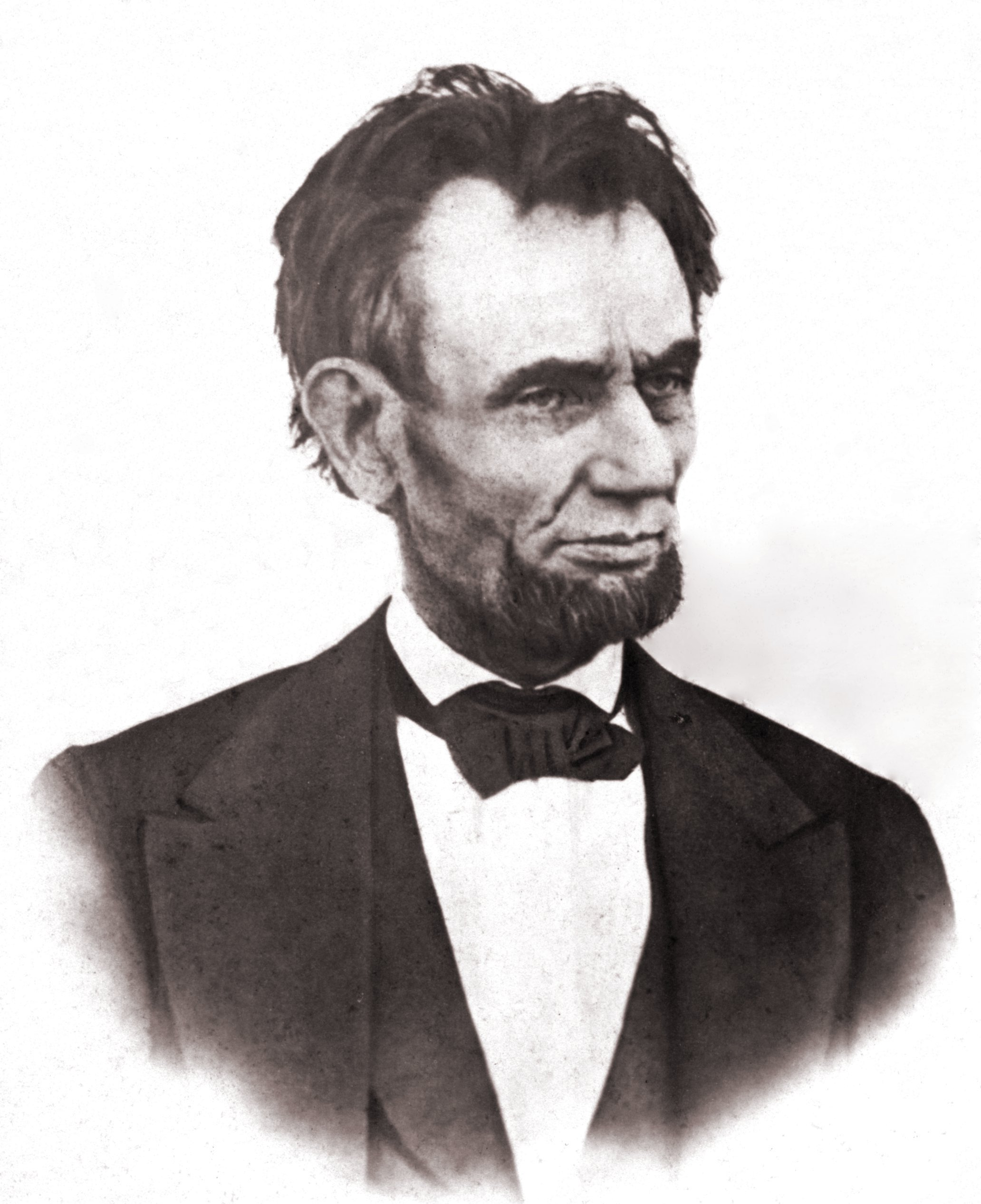
1865年3月に撮影されたリンカーン最後の高解像度写真

各州を連邦に再加盟させることは国の名前を保つことだった。「合衆国」という言葉は昔から使われており、複数形("these United States")で使われることもあれば、単数形で使われることもあり、特に文法的な一貫性はなかった。南北戦争によって、19世紀末までに単数形を用いるようにさせる大きな推進力になった。
近年、歴史家達はリンカーンによる共和制の価値再定義について論じてきた。1850年代にはすでに、大半の政治的修辞で合衆国憲法の神聖さをうたっていた時に、リンカーンはアメリカの政治的価値の基礎として独立宣言に目を向けさせ、共和制の「頼みの綱」と呼んだ。独立宣言があらゆる人の自由と平等を重視しているのに対し、憲法は奴隷制を容認していたので、論点を移した。1860年初期の影響が大きかったクーパー・ユニオン演説に関してディギンズが結論づけているように、「リンカーンはアメリカ人に共和主義自体の理論と宿命に豊富な提案を行う歴史の理論を提示した。」その立場は共和主義の法的な意味合いよりも道徳を基礎に置いたので強さを得た。それでもリンカーンは1861年に法治主義で戦争を正当化し（憲法は契約であり、それゆえにある者が契約を抜けようとすれば、他の全ての者の合意を必要とする）、続いて各州政府の共和政体を保証するために国の任務として正当化した。
1861年3月、最初の就任演説では民主主義の性質を探索した。脱退を無政府主義だと非難し、多数決のルールはアメリカンシステムにおける憲法的拘束によって平衡を保たれるべきと説明した。「多数派は憲法上の制限と制約とによって抑制され、輿論と人々の感情の慎重な動きに従って順次に変化してゆくのでありますが、これこそ自由なる国民の唯一の真の君主（主権）であります」と言っていた。
その他の立法
リンカーンは大統領に関するホイッグ党路線に固執した。議会は主に立法する責任があり、行政府がそれを執行するというものだった。リンカーンは議会が通過させた法案のうち4件のみに拒否権を行使した。そのうち唯一重要なものはレコンストラクションについて厳しい計画を定めたウェイド・デイビス法案だった。1862年にはホームステッド法に署名した。これは西部の連邦政府が管理する広大な土地を大変低い価格で購入できるようにするものでした。やはり1862年に署名したモリル土地供与大学法は各州の農業大学に政府の土地を供与するものだった。1862年と1864年の太平洋鉄道法は最初の大陸横断鉄道建設を連邦政府が支援するものであり、鉄道は1869年に開通した。ホームステッド法と太平洋鉄道法の成立は、1850年代にそれに反対していた南部下院議員と上院議員がいないことで可能となった。
| 職名     | 氏名                         | 任期      |
| -------- | ---------------------------- | --------- |
| 大統領   | エイブラハム・リンカーン     | 1861–1865 |
| 副大統領 | ハンニバル・ハムリン         | 1861–1865 |
| 副大統領 | アンドリュー・ジョンソン     | 1865      |
| 国務長官 | ウィリアム・スワード         | 1861–1865 |
| 財務長官 | サーモン・チェイス           | 1861–1864 |
| 財務長官 | ウィリアム・フェッセンデン   | 1864–1865 |
| 財務長官 | ヒュー・マクロック           | 1865      |
| 陸軍長官 | サイモン・キャメロン         | 1861–1862 |
| 陸軍長官 | エドウィン・スタントン       | 1862–1865 |
| 司法長官 | エドワード・ベイツ           | 1861–1864 |
| 司法長官 | ジェームズ・スピード         | 1864–1865 |
| 郵政長官 | ホレイショ・キング           | 1861      |
| 郵政長官 | モンゴメリー・ブレア         | 1861–1864 |
| 郵政長官 | ウィリアム・デニソン         | 1864–1865 |
| 海軍長官 | ギデオン・ウェルズ           | 1861–1865 |
| 内務長官 | ケイレブ・ブラッド・スミス   | 1861–1863 |
| 内務長官 | ジョン・パーマー・アッシャー | 1863–1865 |

その他の重要な立法としては連邦政府のために歳入を増やす2つの手段、すなわち関税（以前からあった政策）と新しい連邦所得税だった。1861年、リンカーンは第二次および第三次モリル関税に署名した。第一次のものはブキャナン政権で法となっていた。1861年、リンカーンは歳入法に署名し、所得税を創設した。このことで800ドルを超える所得に一律3％を課税し、その後の1862年歳入法で累進課税に変更された。
リンカーンはまた他のいくつかの分野でも連邦政府の経済的影響力拡大を指導した。国定銀行法による国定銀行体系の創設は国内に強力な財務ネットワークを提供した。また全国的通貨制も確立した。1862年、連邦議会はリンカーンの承認を得て、農務省を創設した。1862年、リンカーンは古参将軍のジョン・ポープをミネソタ州に派遣して、同州におけるスー族の反乱（ダコタ戦争）を鎮圧させた。無害の農夫達を殺害した容疑で有罪となったサンテー・ダコタ族303名の処刑令状を提示されたリンカーンは、これら令状のそれぞれを自ら精査し、最終的に39人の処刑を承認した（1人はその後刑執行を延期された）。リンカーンは連邦政府のインディアン政策を見直そうと計画していた。
グラントがリーに対する作戦行動をとって損失を多く出した後、リンカーンは徴兵するために別の執行命令を検討したが、発行することはなかった。しかし、「ニューヨーク・ワールド」紙と「ジャーナル・オブ・コマース」紙の編集者達が偽の徴兵布告を掲載し、新聞社の編集者など従業員に金市場を買い占める機会を作ったという噂には反応した。リンカーンはそのような行いについてメディアに最強のメッセージを送った。彼は軍隊を派遣して2紙を差し押さえさせた。その差し押さえは2日間続いた。
リンカーンは感謝祭を合衆国の祝日にすることに大きく貢献した。リンカーンが大統領になる前の感謝祭は17世紀以来のニューイングランド地域の休日であり、連邦政府は散発的に不規則な日付で布告していただけだった。そのような布告の最後のものはジェームズ・マディソン大統領のときであり、50年前のことだった。1863年、リンカーンはその年の11月最後の木曜日を感謝祭とすることを宣言した。1864年6月、リンカーンは連邦議会が法制化したヨセミテ土地特許を承認し、今日ヨセミテ国立公園と呼ばれる地域に前例のない連邦政府の保護を与えた。

#### 最高裁判所判事
リンカーンは裁判所判事の指名にあたって、「我々はある人が行いたいことを尋ねられない。また我々が尋ねたならば、彼は答えるだろうし、我々はそのことで彼を軽蔑することもある。それゆえに我々はその意見が知られている者を選ばねばならない」という哲学を披露していた。リンカーンは以下の5人を最高裁判所判事に指名した。
- ノア・ヘインズ・スウェイン - 1862年就任、反奴隷制弁護士、北軍に加担
- サミュエル・フリーマン・ミラー - 1862年就任、1860年大統領選挙でリンカーンを支持、奴隷制度廃止運動家を自認
- デービッド・デイビス - 1862年就任、イリノイ州巡回裁判所判事
- スティーヴン・ジョンソン・フィールド - 1863年就任、元カリフォルニア州最高裁判所判事、民主党員、地域と政党のバランスが配慮された
- サーモン・チェイス - 最高裁長官 - 1864年就任、リンカーン政権の財務長官、その指名で共和党にまとまりを作った[296]

#### アメリカ合衆国に加盟した州
- ウェストバージニア州は1863年6月20日に加盟した、バージニア州が連邦からの脱退を表明した後、同州の北西部の郡が集まってバージニア州より分離し成立した。
- ネバダ州は1864年10月31日に加盟し、西部では3番目の州になった。

リンカーンは各地で形成された両州の政府を認知したが、議会による承認以前には関わらなかった。

### 暗殺

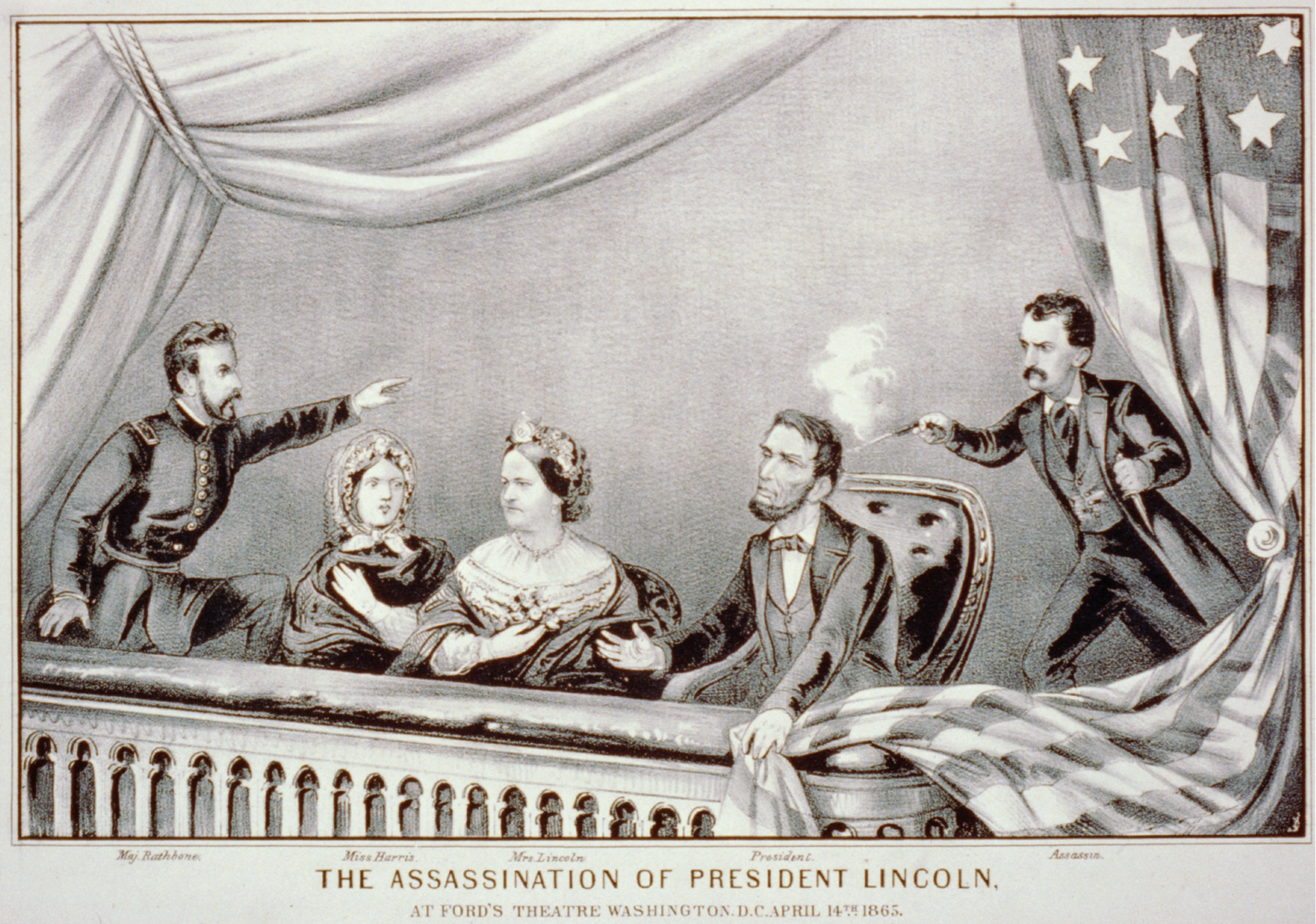
左からヘンリー・ラスボーン少佐、クララ・ハリス、メアリー・トッド・リンカーン、エイブラハム・リンカーン、ジョン・ウィルクス・ブース

1864年8月別荘からホワイトハウスへの馬での出勤途上、狙撃され帽子を貫通された。これを機にシークレットサービスが1865年4月15日に組織された。
1865年4月14日フォード劇場で「Our American Cousin」（イギリス貴族遺産相続にアメリカ人の甥がからむ喜劇）という現代劇を妻メアリー・トッド、従者・チャールズ・フォーブスとヘンリー・ラスボーン少佐、少佐のフィアンセのクララを伴って観劇中、北軍のメリーランド州出身の俳優ジョン・ウィルクス・ブースに1.2mの至近距離から拳銃で後頭部左耳後5cmを1発撃たれた。
ブースはラテン語: "Sic semper tyrannis!"（専制者は常にこのように。当時の直訳英語: "Thus always to tyrants,"はバージニア州のモットー）と叫び（"The south is avenged!" 「南部の報復は果たされた！」と叫んだとする説もある）、ラスボーン少佐がとびかかるもナイフで腕を切られ振り払われ、ブースはバルコニーから階下にジャンプし脚を折った。狙撃時刻は午後10時13分または11時17分の2説ある。ほぼ同じ時刻に、国務長官ウィリアム・スワードやその息子の国務次官補フレデリック・スワードも自邸でルイス・パウエルに襲われ負傷したが、命を取り留めた。
共謀者は、リンカーンとともにワシントンに帰還したグラント将軍のほか、多数の政府高官を同時に殺害することを計画していた。しかし、グラント将軍夫妻は当日夕方に観劇を中止しており、実行されたのはリンカーンとスワードの襲撃だけであった。ブースは、足を引きずりどうにか用意した馬に乗って逃走した。致命傷を負った大統領は通りの向かいのテラスハウス、ピーターセンハウスに運ばれた。しばらくの昏睡の後、1865年4月15日午前7時22分にリンカーンの死亡が宣告された。
ブースは10日間以上の逃走の後、4月26日ギャレッツ・ファームの小屋の中で共犯デイヴィッド・ヘロルドと隠れているところを発見された。29名の警官隊に包囲されてヘロルドは投降したがブースは拒否し、放火され首の後ろを撃たれ殺された。共犯者は軍法会議によって裁判にかけられ、暗殺の罪でデイヴィッド・ヘロルド、ジョージ・アッツアーロット、ルイス・パウエル（またはルイス・ペイン）、およびメアリー・サラットの四人が絞首刑にされた。メアリー・サラットはアメリカで処刑された最初の女性だった。マイケル・オローリン、サミュエル・アーノルドおよびサミュエル・マッドの三名に終身刑が宣告された。エドマン・スパングラーは6年の懲役が宣告された。一般法廷によってその後裁判にかけられたジョン・サラットは無罪と宣告された。有罪宣告の公平性、特にメアリー・サラットに対する暗殺の共謀への関与の程度に関しては疑問が唱えられている。さらに処刑者の絞首時の写真が隠し撮りされて残されており、今日では多くの文献でそれが紹介されている。
国旗に包まれたリンカーンの遺体は、無帽の北軍士官たちによって雨の中をホワイトハウスまで護送された。その間市中の教会の鐘が鳴り響いた。副大統領のアンドリュー・ジョンソンは、暗殺翌日の午前10時に就任宣誓を行い、大統領となった。リンカーンの遺体はイーストルームに安置され、その後4月19日から21日は議会議事堂ロタンダに安置された。21日にリンカーンの棺は特別列車に乗せられ、北部の各都市を回ってスプリングフィールドに向かった。リンカーンに弔意を捧げるために訪れた人は数十万人といわれた。
リンカーンはケネディ大統領との共通点も注目されている。議員に選ばれた年や暗殺者の生年月日がちょうど100年の差があったり、二人とも金曜日に妻の前で暗殺されていたりなど、共通する事柄が多いとされている。
共通点についての項目:リンカーン大統領とケネディ大統領の共通点

## 遺体の発掘
彼の死後、遺体盗掘と身代金要求未遂事件が発生した。1900年ごろにロバート・トッド・リンカーンは、遺体の盗掘を防ぐために、地下墓所の構築を決定した。リンカーンの棺は数フィートの厚さのコンクリートに囲まれ、岩スラブをすぐ下に埋めた。1901年9月26日に、新造された地下墓所に再埋葬するためにリンカーンの棺は発掘された。しかしながら、出席したロバート・リンカーンを含む23人は、遺体の盗難を心配した。彼らは遺体を点検するため棺を開くことを決定した。
棺を開いたとき彼らはその光景に驚嘆した。リンカーンの遺体はほぼ完全に保存されていた。遺体は時間をかけて処理されていたため腐敗していなかった。実際、死後30年以上経過していたが、完全に認識可能だった。彼の胸には、赤、白、青のかけらを見ることができた。それは埋葬時のアメリカ国旗の残りだった。
リンカーンの遺体を見た23人は、全員がすでに他界している。最後の一人は1963年2月1日に死んだフリートウッド・リンドレーだった。死ぬ3日前にリンドレーはインタビューを受け、彼は「はい、彼の顔は白墨のように白かったです。彼の服にはカビが生えていました。また、私たちはコンクリートが注がれる前に棺を支えていた革バンドのうちの1つを持つことを認められました。私はそのとき怖くありませんでしたが、6か月の間は眠るときにリンカーンが思い起こされました」と言った。
2020年9月、リンカーンの髪の毛の束と血の付いた電報が8万1000ドル(約850万円)で落札された。暗殺翌日の検死解剖の際のものである。この時髪の毛は大統領夫人の従兄弟のライマン・ビーチャー・トッド博士に与えられ、博士はそれをポケットの中にあった、大統領が撃たれた直後に送られ、その日の午後11時に受け取った陸軍省の電報に包んだ。髪の毛は血か脳液で汚れていた。博士は電報に「A・リンカーンの髪の毛」と鉛筆で走り書きした。

## 宗教観と哲学観

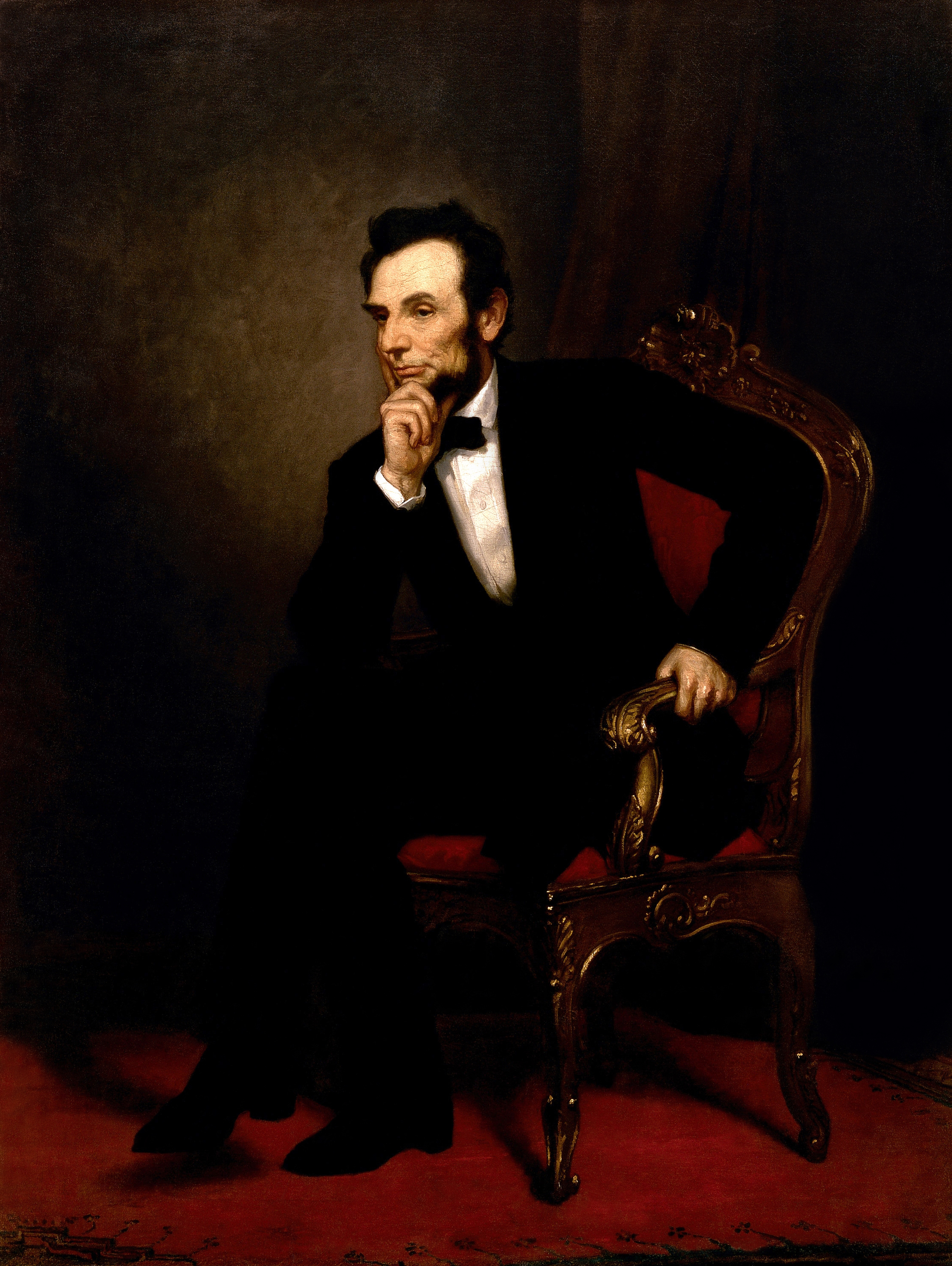
リンカーンの肖像画、ジョージ・ピーター・アレキサンダー・ヒーリー画、1869年

学者たちはリンカーンの信仰と哲学について広範な話題を記してきた。たとえば、リンカーンがしばしば宗教的なイメージや言葉を用いたのはその個人的信仰を反映したのか、あるいは聴衆に対するアピールの道具だったのか、である。彼は聖書批判の論文を記したことがあり、無宗派を生涯貫いたが、聖書には親しみ、そこから多くを引用し、内容を賞賛した。
1840年代、リンカーンは「宿命論」を信じた。これは人の心は高い力によって制御されることを主張する信念だった。学者の中には1850年代にリンカーンが一般的方法における「神の摂理」を認め、福音主義の言葉やイメージをめったに使わなかったと主張する者がいる。その代わりに建国の父達の共和制をほとんど宗教的な畏敬の対象にした。また歴史家の中には息子のエドワードに死なれたとき（1850年）、神に縋る必要性をより多く認めたとする者もいる。
リンカーンが年を取るにつれて、人との関わりがその信条や公の表現に影響を与えるようになったのは神の意思という観念であった可能性がある。個人レベルでは1862年2月に息子ウィリーが死んだことが答や慰めを求めて宗教に傾かせた可能性がある。ウィリーの死後、1862年夏あるいは秋に、リンカーンは神の見地から戦争の厳しさが必要である理由について個人の考えを文書に記そうとした。このとき、「神は人間の争いなしに連邦を救い、あるいは破壊できただろう。しかし争いが始まった。始まってしまえば、神はいつかはどちらかに勝利をもたらす。しかし、戦いは進んでいる」と記した。1864年4月、奴隷解放を検討する中でリンカーンは「私は事態を制御していなかったと主張するが、事態は私を制御していたと明白に白状する。今、3年間の闘争の果てに、この国の状態はどちらの側も、あるいはいかなる人も考えあるいは予測したものではない。神のみがそれを主張できる。」と記していた。
なお、リンカーンは、どの宗教を信仰しているかを公表していない。自らの信仰を公表しなかったアメリカ大統領は、数人のみである。

## 歴史的な評価
学者達による歴代アメリカ合衆国大統領の評価では、リンカーンはトップ3に入っており、1位となることが多い。2004年の調査では歴史学と政治学の学者がリンカーンを1位に推し、法学の学者はワシントンに次いで2位とした。
リンカーンが暗殺されたことで、国家の殉教者となり、神話の一部という認識を与えられた。奴隷制度廃止論者からは人の自由を推進した者と見られた。共和党員はリンカーンの名前をその党に結びつけた。南部ではリンカーンを傑出した能力の人物として見なす者が多いが、すべてではない。
歴史家のバリー・シュワーツは、「リンカーンの評価が19世紀後半から進歩主義の時代（1900年-1920年代）までに緩りと大きくなっていき、アメリカ史の中で最も尊敬される英雄の一人となった。これは南部白人も同意している。その頂点は1922年であり、ワシントンD.C.のモールにリンカーン記念館が除幕されたときである」と主張している。ニューディール政策の時代に、リベラル派はリンカーンがそれほどたたき上げの者でもなく偉大な戦争を指導した大統領でもないが、疑いもなく福祉国家を支えたであろう普通の人を提唱した者として評価した。冷戦時代、リンカーンのイメージは共産主義体制に抑圧される人々にとって希望をもたらす自由の象徴を強調する方向に移っていった。
近年のリンカーン研究では、その激しいナショナリズム、事業に対する支持、自由のない状態（奴隷制）の拡大を止めることに固執したこと、ジョン・ロックやエドマンド・バークの哲学に従って行動したこと、および建国の父達の原則に献身したことにより、政治的保守主義の英雄になってきた。ホイッグ党の行動家として、リンカーンは事業家の利益の代弁者であり、高関税、銀行、内国改良、および鉄道を支持し、農本民主主義に反対した。ウィリアム・C・ハリスはリンカーンの「建国の父たち、憲法、その下の法、および共和国とその制度の維持に対する敬意が保守主義を補強し、強化した」と見ている。ジェイムズ・G・ランドールは「秩序ある進展を好んだこと、危険な扇動を嫌悪したこと、および改革のこなれていない計画に対して躊躇したこと」に寛容と特に中庸さを強調している。ランドールは「彼は南部の人身虐待、奴隷所有者に対する憎しみ、報復の渇望、党派的な策略、および南部の制度が外部の者によって一夜にして変換される狭量な要求の中にあるいわゆる「急進主義」のようなものを完全に避けようとしたことで保守的である」と結論付けている。
1960年代後半までにリベラル派は特にリンカーンの人種問題に関する見解について違った見方をするようになった。黒人歴史家のレローヌ・ベネットは、1968年にリンカーンを白人至上主義者と呼んだときに広く注目を集めた。批評家はリンカーンが民族的な中傷を用い、黒人を冷笑するジョークを話し、社会的平等に反対すると主張し、解放奴隷を別の国に送ることを提案したことに苦情を言っている。リンカーンの擁護派は、彼が大半の政治家ほど悪くはなく、政治的に可能な限り奴隷制廃止論の側で巧みに進展させた「道徳的先見家」だったと弁護している。論点は奴隷解放者としてのリンカーンから離れて、黒人が自ら奴隷制を離れた、あるいは少なくとも政府に解放への圧力をかけたものであるという議論に移ってきた。歴史家のバリー・シュワーツは、2009年にリンカーンのイメージは「20世紀において、風化し、権威が衰え、無害な冷笑の対象」になっていると記した。一方でデイビッド・ドナルドはその1996年に表した伝記で、リンカーンはジョン・キーツが定義する消極的受容力のある性格を明らかに与えられ、不確実性と疑念の中で満足し、事実や理由付けの方向に向けられなかった」特別な指導者とされていると記述している。

## 栄誉・記念

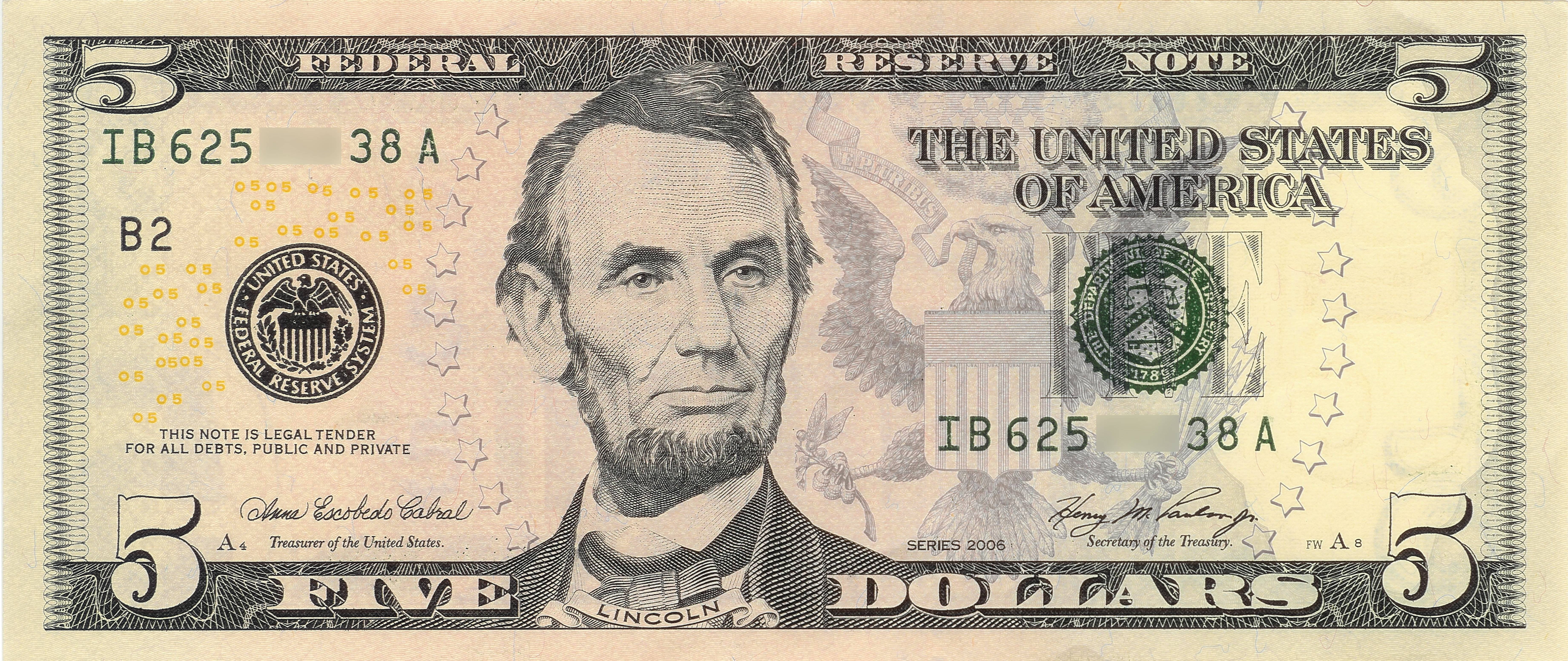
エイブラハム・リンカーンの肖像が描かれた5ドル紙幣

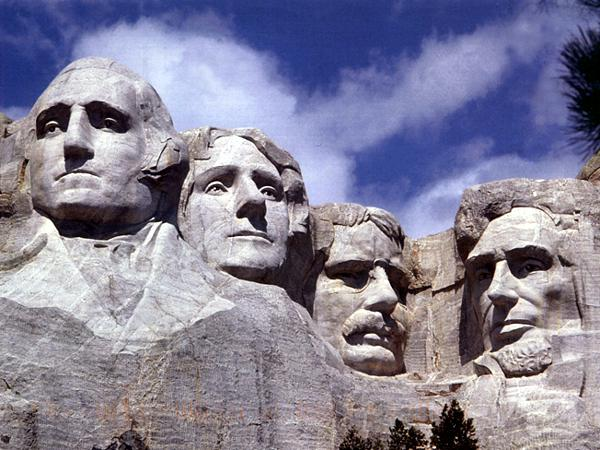
ラシュモア山にある四人の大統領の彫像（左から右へ） ジョージ・ワシントン, トーマス・ジェファーソン, セオドア・ルーズベルト, エイブラハム・リンカーン

多くの都市、町および郡がリンカーンにちなんで命名された。最も有名なのはネブラスカ州の州都リンカーン市である。最初に建てられた記念物は暗殺から3年後の1868年にワシントンD.C.の市役所前に建立された彫像である。ワシントンD.C.には生誕100周年を記念して計画され、1922年に完成したリンカーン記念館があり、5ドル紙幣および1セントコインに彼の肖像が採用されている。これはアメリカ合衆国で最初に人物の肖像を使った流通貨幣だった。また、サウスダコタ州のラシュモア山国立記念公園に顔を彫られている4人の大統領の一人である（他の3人はジョージ・ワシントン, トーマス・ジェファーソン, セオドア・ルーズベルト）。ケンタッキー州ホーゲンヴィルの生家、少年時代を過ごしたインディアナ州リンカーン市の記念公園、青年時代のイリノイ州ニューセイラムの記念公園、スプリングフィールドの居宅、暗殺されたフォード劇場と息を引き取ったピーターセンハウスはすべて博物館として保存されている。またスプリングフィールドにはエイブラハム・リンカーン大統領図書館博物館もある。スプリングフィールド市オークリッジ墓地の墓にはリンカーンと妻のメアリー、および4人の息子達のうちロバートを除く3人の遺骸が納められている。
エイブラハム・リンカーンの誕生日2月12日は国民の祝日ではなかったが、30もの州で祝日として祝われていたことがあった。1971年にジョージ・ワシントンの誕生日と併せて大統領の日とされ、州単位に行われていた祝賀から置き換わった。1908年にはリンカーンの生誕100周年を記念してエイブラハム・リンカーン協会が結成された。2000年、連邦議会は2009年2月の生誕200周年を祝うために200周年委員会を結成した。
テネシー州ハロゲートにはリンカーンを記念してリンカーン・メモリアル大学が設立された。大学内にはグラント将軍、リー将軍にちなんだグラントリーという建物がある。また、玄関にはリンカーン南北戦争博物館がある。
ジョージ・ワシントン級戦略ミサイル原子力潜水艦の5番艦エイブラハム・リンカーン (USS Abraham Lincoln, SSBN-602) と、ニミッツ級航空母艦の5番艦エイブラハム・リンカーン (USS Abraham Lincoln, CVN-72) は彼にちなんで命名された。
小惑星(3153) Lincolnはリンカーンの名前にちなんで命名された。
LIFE誌が1999年に選んだ「この1000年で最も重要な功績を残した世界の人物100人」に選ばれている。 

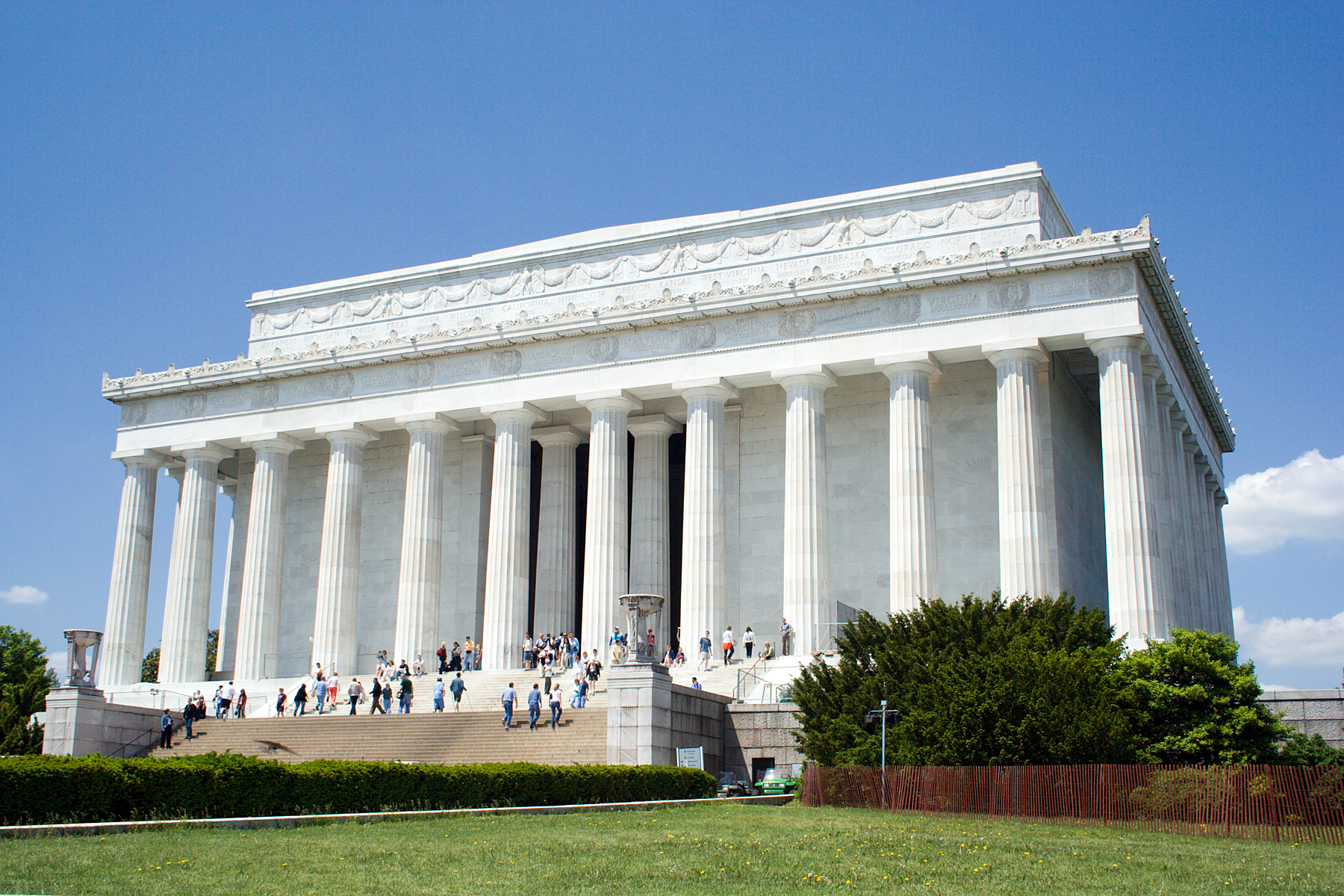
リンカーン記念館
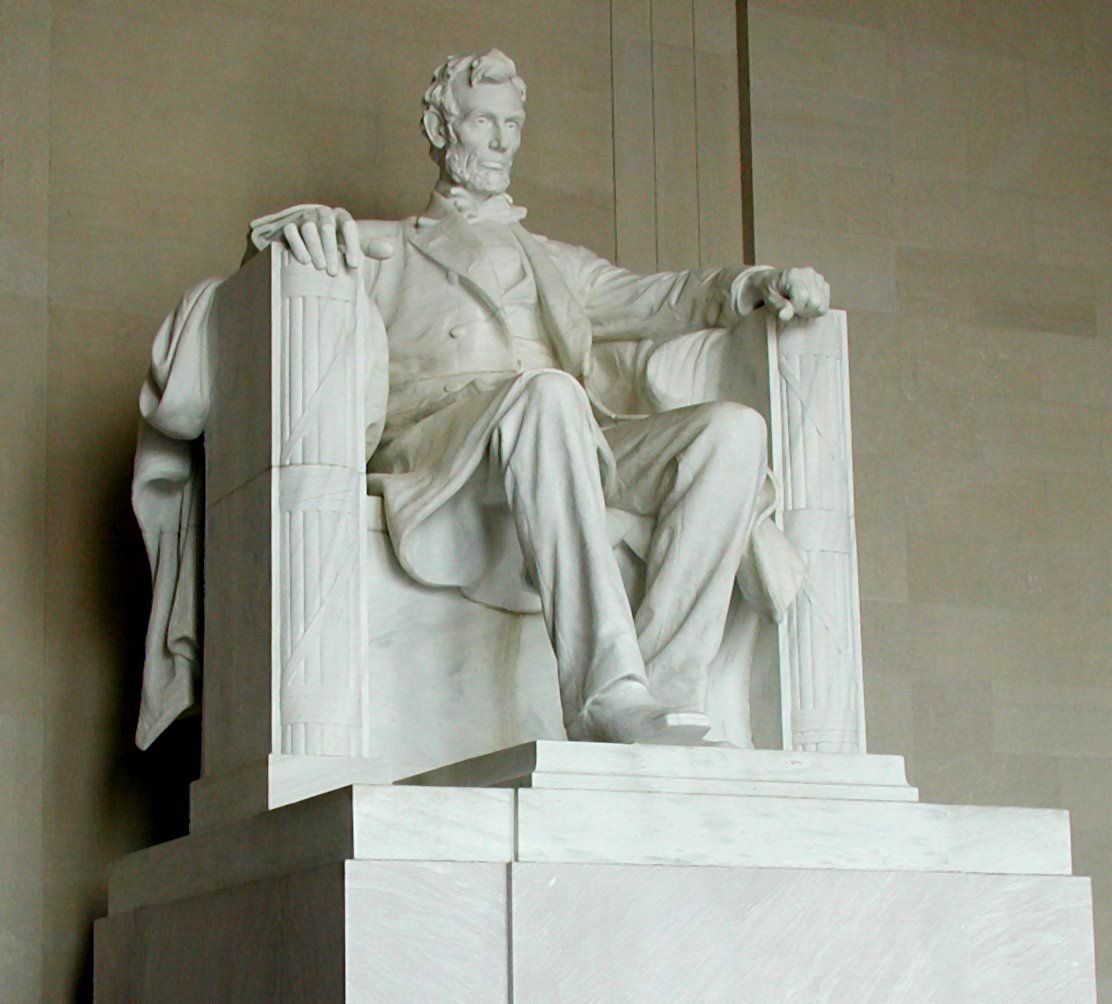
リンカーン記念館のリンカーン像
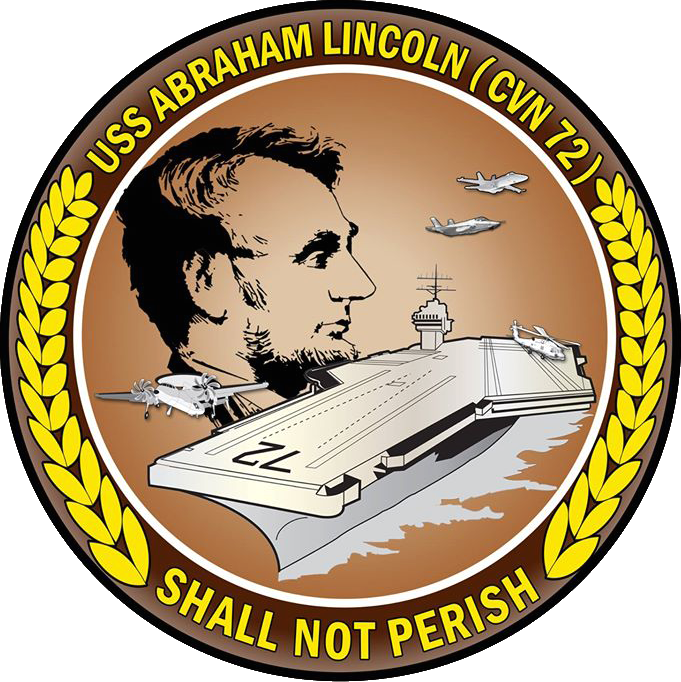
空母エイブラハム・リンカーンのインシグニア（所属章）パッチ

## リンカーンを演じた俳優
映画
- ジョゼフ・ヘナベリー - 『國民の創生』 1915年
- ウォルター・ヒューストン - 『世界の英雄（英語版）』 1930年
- ヘンリー・フォンダ - 『若き日のリンカーン』 1939年
- レイモンド・マッセイ - 『エイブ・リンカーン』 1940年
- ジェラルド・ベストロム - 『声をかくす人』 2010年
- ダニエル・デイ＝ルイス - 『リンカーン』2012年、スティーヴン・スピルバーグ監督。第85回アカデミー賞で主演男優賞
- ベンジャミン・ウォーカー - 『リンカーン/秘密の書』2012年

TVドラマ
- リー・バーガー（英語版） - 『宇宙大作戦』第77話「未確認惑星の岩石人間」 1969年
- グレゴリー・ペック - 『引き裂かれた祖国/ブルー&グレイ』 1982年
- ハル・ホルブルック -  『南北戦争物語 愛と自由への大地』 1985年
- サム・ウォーターストン -  『リンカーン』 1988年 - 『南北戦争』 1990年

ミュージカル
- 轟悠 - 宝塚歌劇団『For the people - リンカーン 自由を求めた男 -』2016年